# Gymnothorax

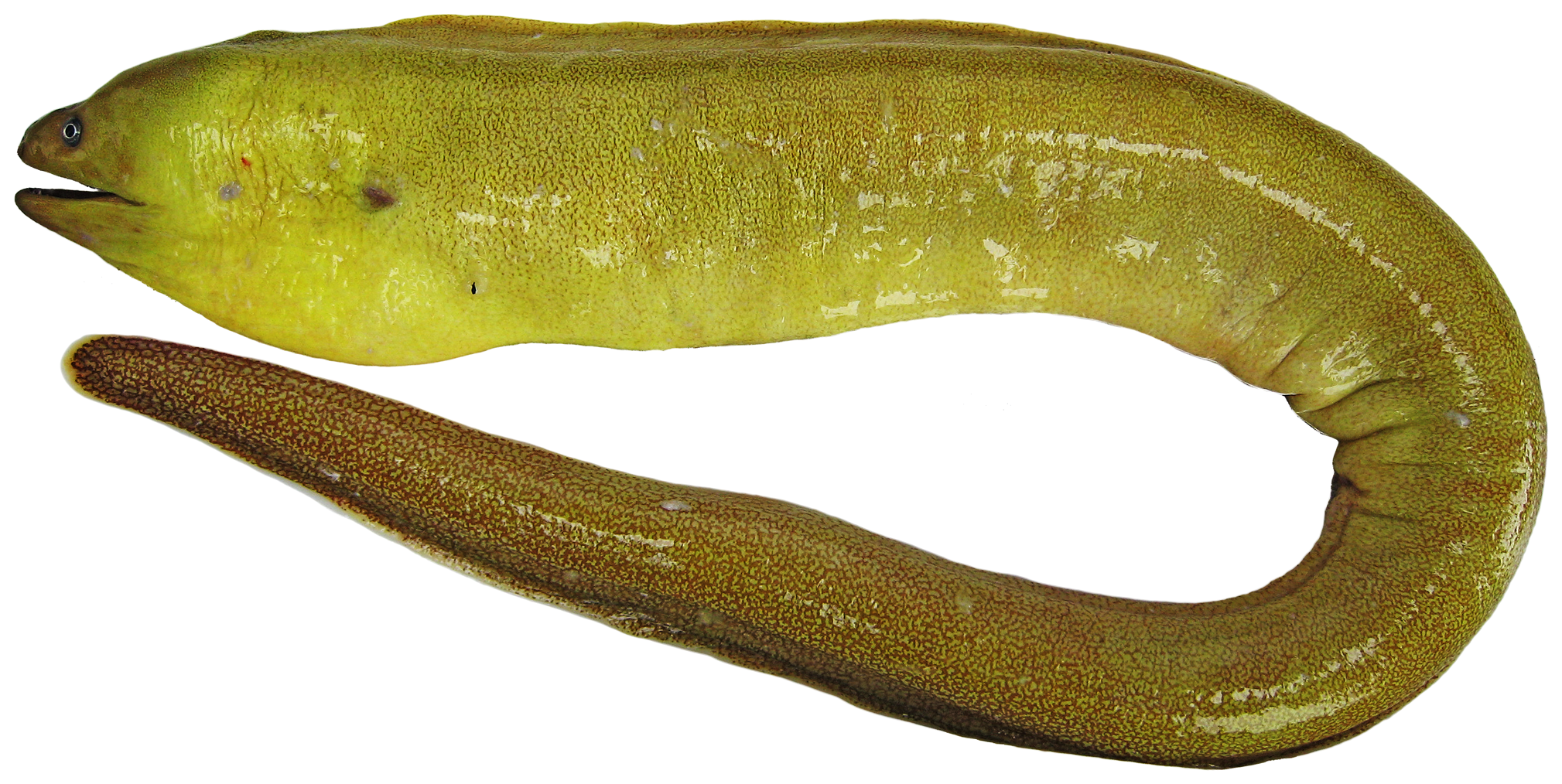
Gymnothorax maderensis.

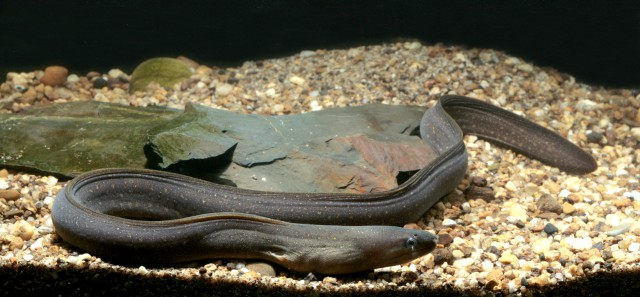
Gymnothorax tile.

Gymnothorax é um género de peixes anguiliformes da família Muraenidae com distribuição natural nas águas costeiras das regiões tropicais e subtropicais do Atlântico e do Indo-Pacífico.

## Espécies
O género Gymnothorax agrupa 128 espécies validamente descritas: Entretanto, cada banco de dados inclui três espécies que o outro não lista, as quais estão listadas abaixo.
- Gymnothorax afer Bloch, 1795
- Gymnothorax albimarginatus (Temminck & Schlegel, 1846)
- Gymnothorax andamanensis Mohapatra, Kiruba-Sankar, Praveenraj & Mohanty, 2019[4]
- Gymnothorax angusticauda (M. C. W. Weber & de Beaufort, 1916)
- Gymnothorax angusticeps (Hildebrand & F. O. Barton, 1949)
- Gymnothorax annasona Whitley, 1937
- Gymnothorax annulatus D. G. Smith & E. B. Böhlke, 1997
- Gymnothorax arabicus D. G. Smith, Bogorodsky, Dandar & Zajonz, 2024[5]
- Gymnothorax atolli (Pietschmann, 1935)
- Gymnothorax aurocephalus Nashad, Mohapatra, Varghese & Bineesh, 2020[6]
- Gymnothorax australicola Lavenberg, 1992
- Gymnothorax austrinus E. B. Böhlke & McCosker, 2001
- Gymnothorax bacalladoi E. B. Böhlke & Brito, 1987
- Gymnothorax baranesi D. G. Smith, Brokovich & Einbinder, 2008
- Gymnothorax bathyphilus J. E. Randall & McCosker, 1975
- Gymnothorax berndti Snyder, 1904
- Gymnothorax breedeni McCosker & J. E. Randall, 1977
- Gymnothorax buroensis (Bleeker, 1857)
- Gymnothorax castaneus (D. S. Jordan & C. H. Gilbert, 1883)
- Gymnothorax castlei E. B. Böhlke & J. E. Randall, 1999
- Gymnothorax cephalospilus E. B. Böhlke & McCosker, 2001
- Gymnothorax chilospilus Bleeker, 1864 (Lip-spot moray)
- Gymnothorax chlamydatus Snyder, 1908 (Banded mud moray)
- Gymnothorax conspersus Poey, 1867
- Gymnothorax cribroris Whitley, 1932
- Gymnothorax davidsmithi McCosker & J. E. Randall, 2008
- Gymnothorax dorsalis Seale, 1917
- Gymnothorax dovii (Günther, 1870)
- Gymnothorax elaineheemstrae Sithole, Smith, Mwale & Gouws, 2020[7]
- Gymnothorax elegans Bliss, 1883
- Gymnothorax emmae Prokofiev, 2010[8]
- Gymnothorax enigmaticus McCosker & J. E. Randall, 1982
- Gymnothorax equatorialis (Hildebrand, 1946)
- Gymnothorax eurostus (C. C. Abbott, 1860)
- Gymnothorax eurygnathos E. B. Böhlke, 2001
- Gymnothorax favagineus Bloch & J. G. Schneider, 1801
- Gymnothorax fimbriatus (E. T. Bennett, 1832)
- Gymnothorax flavimarginatus (Rüppell, 1830)
- Gymnothorax flavoculus (E. B. Böhlke & J. E. Randall, 1996)
- Gymnothorax formosus Bleeker, 1864
- Gymnothorax funebris Ranzani, 1839
- Gymnothorax fuscomaculatus (L. P. Schultz, 1953)
- Gymnothorax gracilicauda O. P. Jenkins, 1903
- Gymnothorax griseus (Lacépède, 1803)
- Gymnothorax hansi Heemstra, 2004
- Gymnothorax hepaticus (Rüppell, 1830)
- Gymnothorax herrei Beebe & Tee-Van, 1933
- Gymnothorax hubbsi J. E. Böhlke & E. B. Böhlke, 1977
- Gymnothorax indicus Mohapatra, D. Ray, D. G. Smith & Mishra, 2016[9]
- Gymnothorax intesi (Fourmanoir & Rivaton, 1979)
- Gymnothorax isingteena (J. Richardson, 1845)
- Gymnothorax javanicus (Bleeker, 1859)
- Gymnothorax johnsoni (J. L. B. Smith, 1962)
- Gymnothorax kidako (Temminck & Schlegel, 1846)
- Gymnothorax kolpos J. E. Böhlke & E. B. Böhlke, 1980
- Gymnothorax kontodontos E. B. Böhlke, 2000
- Gymnothorax longinquus (Whitley, 1948)
- Gymnothorax maderensis (J. Y. Johnson, 1862)
- Gymnothorax mareei Poll, 1953
- Gymnothorax margaritophorus Bleeker, 1864
- Gymnothorax marshallensis (L. P. Schultz, 1953)
- Gymnothorax mccoskeri D. G. Smith & E. B. Böhlke, 1997
- Gymnothorax megaspilus E. B. Böhlke & J. E. Randall, 1995
- Gymnothorax melanosomatus K. H. Loh, K. T. Shao & H. M. Chen, 2011[10]
- Gymnothorax melatremus L. P. Schultz, 1953
- Gymnothorax meleagris (G. Shaw, 1795)
- Gymnothorax microspila (Günther, 1870)
- Gymnothorax microstictus E. B. Böhlke, 2000
- Gymnothorax miliaris (Kaup, 1856)
- Gymnothorax minor (Temminck & Schlegel, 1846)
- Gymnothorax mishrai D. Ray, Mohapatra & D. G. Smith, 2015[11]
- Gymnothorax moluccensis (Bleeker, 1864)
- Gymnothorax monochrous (Bleeker, 1856)
- Gymnothorax monostigma (Regan, 1909)
- Gymnothorax mordax (Ayres, 1859)
- Gymnothorax moringa (G. Cuvier, 1829)
- Gymnothorax mucifer Snyder, 1904
- Gymnothorax nasuta F. de Buen, 1961
- Gymnothorax neglectus S. Tanaka (I), 1911
- Gymnothorax nigromarginatus (Girard, 1858)
- Gymnothorax niphostigmus H. M. Chen, K. T. Shao & C. T. Chen, 1996
- Gymnothorax nubilus (J. Richardson, 1848)
- Gymnothorax nudivomer (Günther, 1867)
- Gymnothorax nuttingi Snyder, 1904
- Gymnothorax obesus (Whitley, 1932)
- Gymnothorax ocellatus Agassiz, 1831
- Gymnothorax odishi Mohapatra, Mohanty, Smith, Mishra, and Roy, 2018[12]
- Gymnothorax panamensis (Steindachner, 1876)
- Gymnothorax parini Collette, D. G. Smith & E. B. Böhlke, 1991
- Gymnothorax phalarus W. A. Bussing, 1998
- Gymnothorax pharaonis D. G. Smith, et. al. 2019
- Gymnothorax phasmatodes (J. L. B. Smith], 1962)
- Gymnothorax philippinus D. S. Jordan & Seale, 1907
- Gymnothorax pictus (J. N. Ahl, 1789)
- Gymnothorax pikei Bliss, 1883
- Gymnothorax pindae J. L. B. Smith, 1962
- Gymnothorax poikilospilus Chen & Huang, 2022
- Gymnothorax polygonius Poey, 1875
- Gymnothorax polyspondylus E. B. Böhlke & J. E. Randall, 2000
- Gymnothorax polyuranodon (Bleeker, 1854)
- Gymnothorax porphyreus (Guichenot, 1848)
- Gymnothorax prasinus (J. Richardson, 1848)
- Gymnothorax prionodon J. D. Ogilby, 1895
- Gymnothorax prismodon E. B. Böhlke & J. E. Randall, 2000
- Gymnothorax prolatus K. Sasaki & Amaoka, 1991
- Gymnothorax pseudoherrei E. B. Böhlke, 2000
- Gymnothorax pseudokidako Huang, Loh & Liao, 2021
- Gymnothorax pseudomelanosomatus K. H. Loh, K. T. Shao & H. M. Chen, 2015 (False black-body moray)[13]
- Gymnothorax pseudothyrsoideus (Bleeker, 1853)
- Gymnothorax pseudotile Mohapatra, Smith, Ray, Mishra & Mohanty, 2017
- Gymnothorax punctatofasciatus Bleeker, 1863
- Gymnothorax punctatus Bloch & J. G. Schneider, 1801
- Gymnothorax randalli D. G. Smith & E. B. Böhlke, 1997
- Gymnothorax reevesii (J. Richardson, 1845)
- Gymnothorax reticularis Bloch, 1795
- Gymnothorax richardsonii (Bleeker, 1852)
- Gymnothorax robinsi E. B. Böhlke, 1997
- Gymnothorax rueppelliae (McClelland, 1844)
- Gymnothorax ryukyuensis Hatooka, 2003
- Gymnothorax sagenodeta (Richardson, 1848)
- Gymnothorax sagmacephalus E. B. Böhlke, 1997
- Gymnothorax saxicola D. S. Jordan & B. M. Davis, 1891
- Gymnothorax serratidens (Hildebrand & F. O. Barton, 1949)
- Gymnothorax shaoi H. M. Chen & K. H. Loh, 2007
- Gymnothorax sokotrensis Kotthaus, 1968
- Gymnothorax steindachneri D. S. Jordan & Evermann, 1903
- Gymnothorax taiwanensis H. M. Chen, K. H. Loh & K. T. Shao, 2008
- Gymnothorax tamilnaduensis Kodeeswaran, Kantharajan, Mohapatra, Kumar & Sarkar 2023
- Gymnothorax thyrsoideus (J. Richardson, 1845)
- Gymnothorax tile (F. Hamilton, 1822)
- Gymnothorax undulatus (Lacépède, 1803)
- Gymnothorax unicolor (Delaroche, 1809)
- Gymnothorax vagrans (Seale, 1917)
- Gymnothorax verrilli (D. S. Jordan & C. H. Gilbert, 1883)
- Gymnothorax vicinus (Castelnau, 1855)
- Gymnothorax visakhaensis Mohapatra, Smith, Mohanty, Mishra & Tudu, 2017
- Gymnothorax walvisensis Prokofiev, 2009
- Gymnothorax woodwardi McCulloch, 1912
- Gymnothorax ypsilon Hatooka & J. E. Randall, 1992
- Gymnothorax zonipectis Seale, 1906

## Galeria

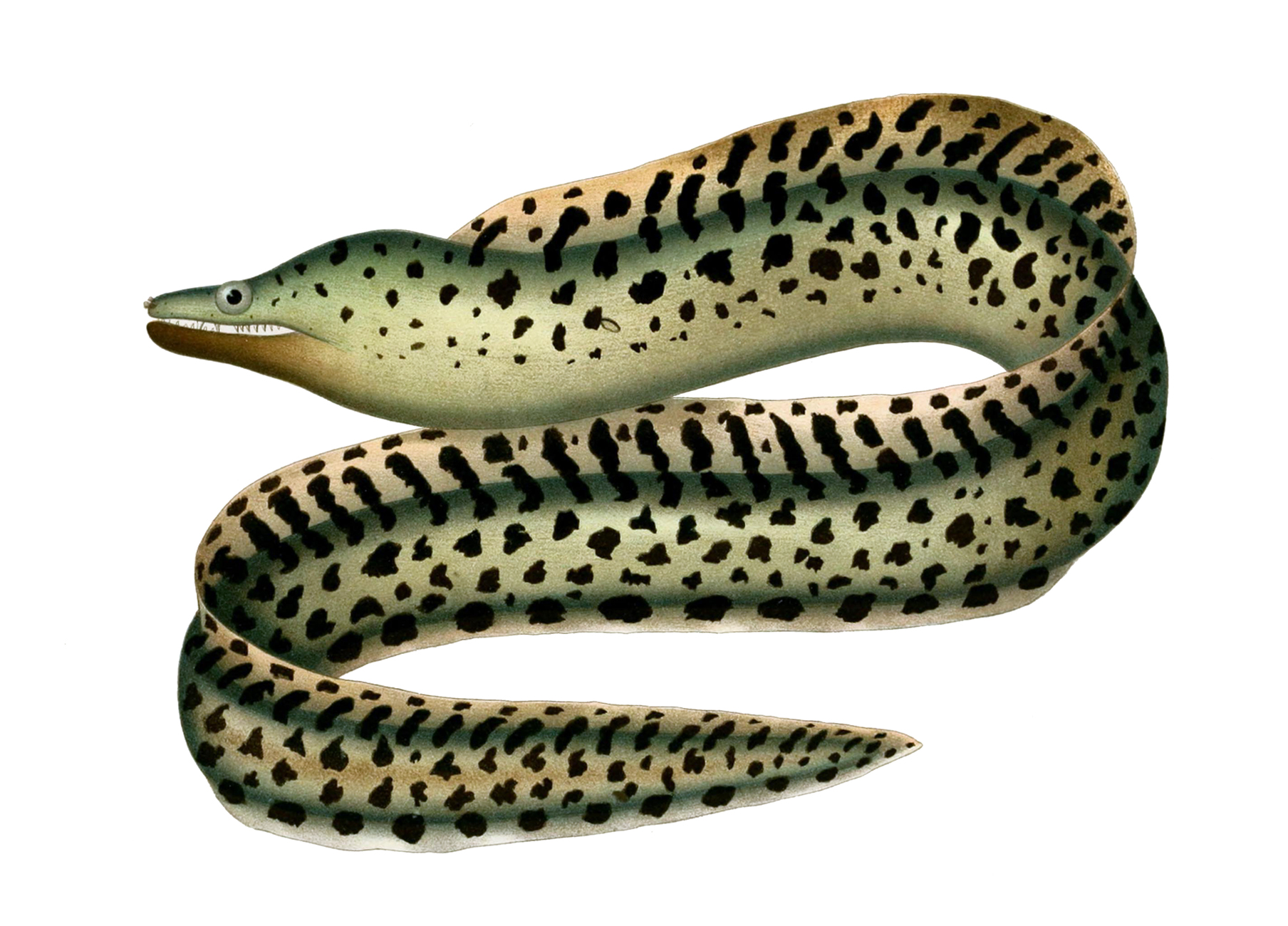
Gymnothorax afer
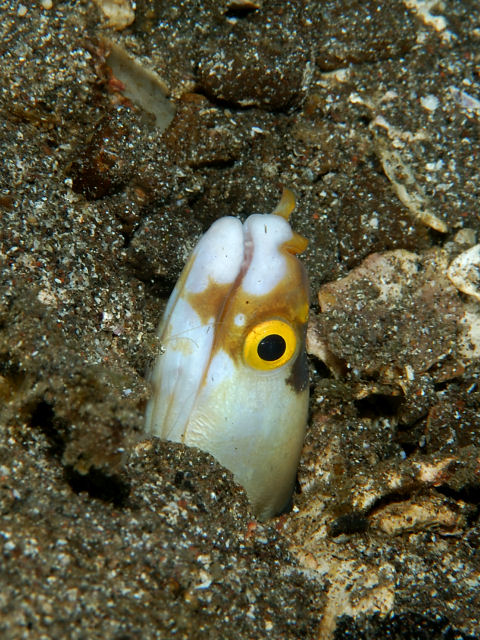
Gymnothorax albimarginatus
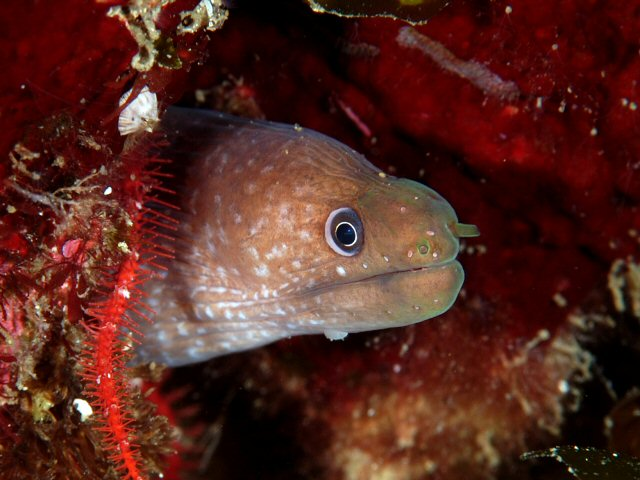
Gymnothorax bacalladoi
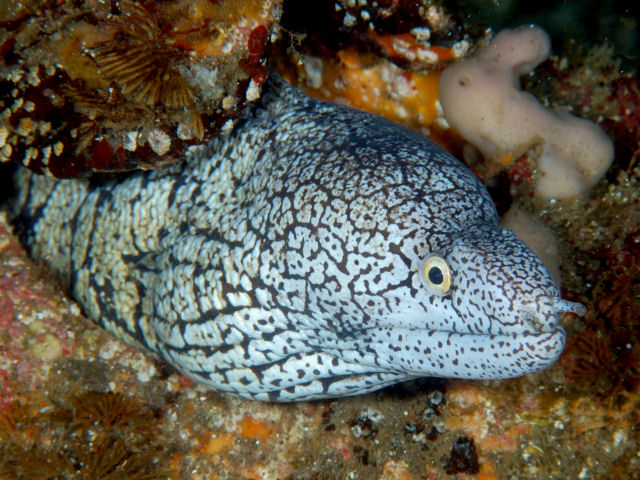
Gymnothorax berndti
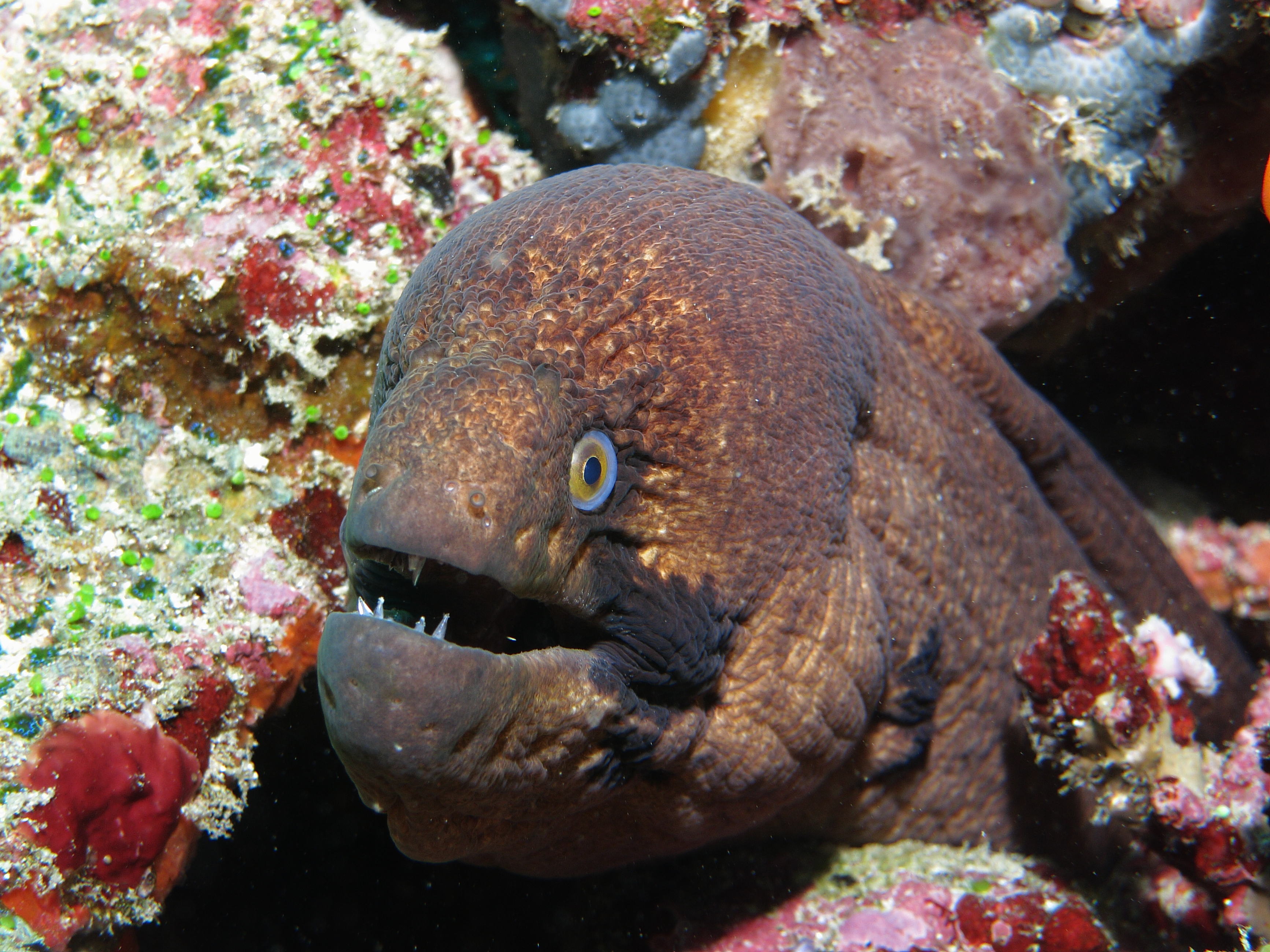
Gymnothorax breedeni
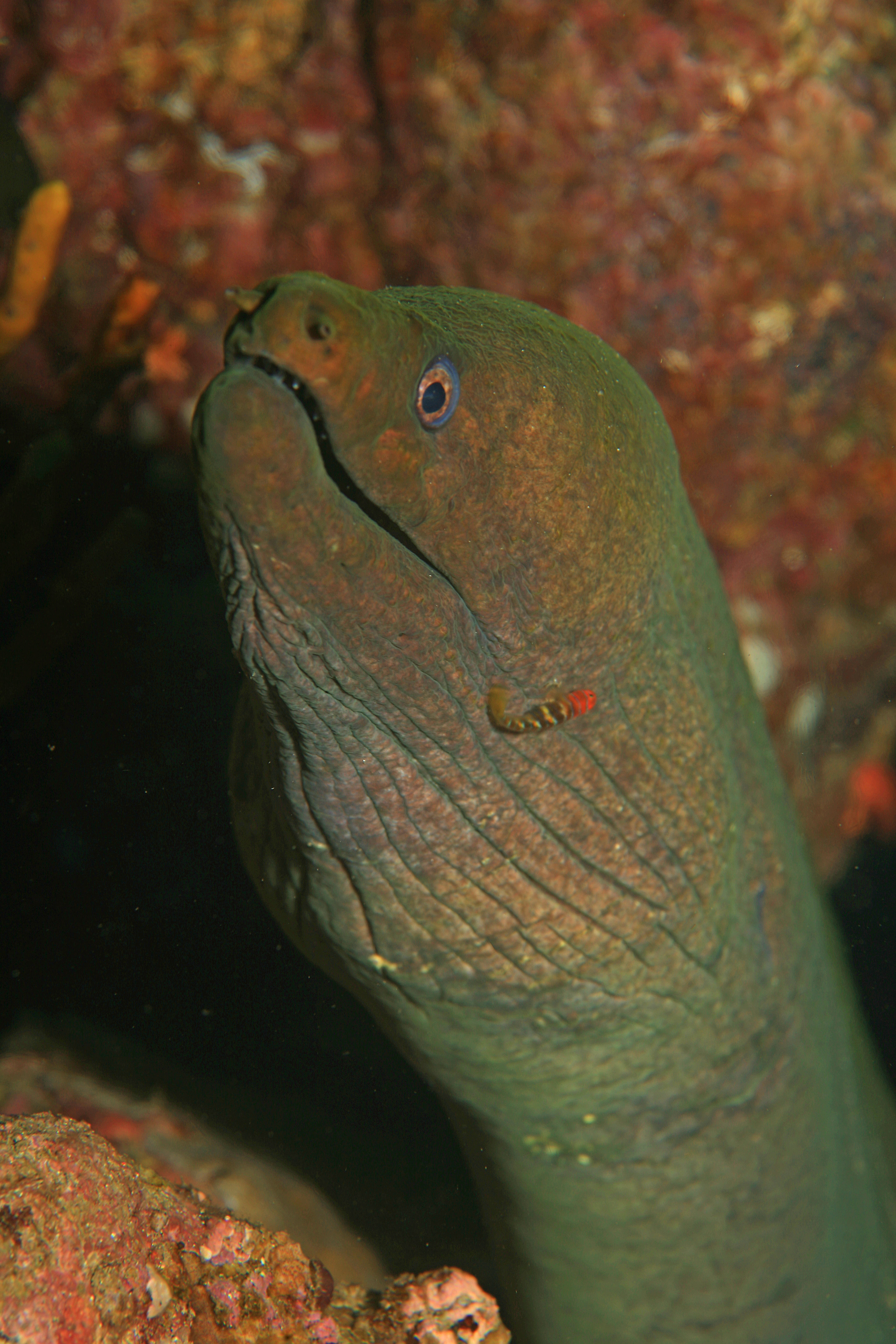
Gymnothorax castaneus
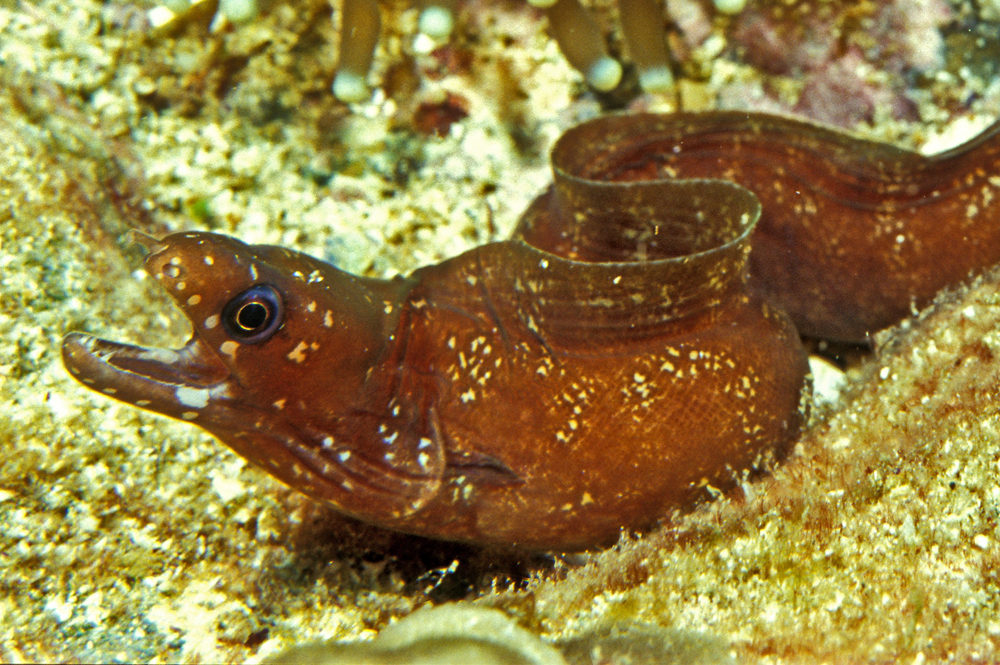
Gymnothorax chilospilus
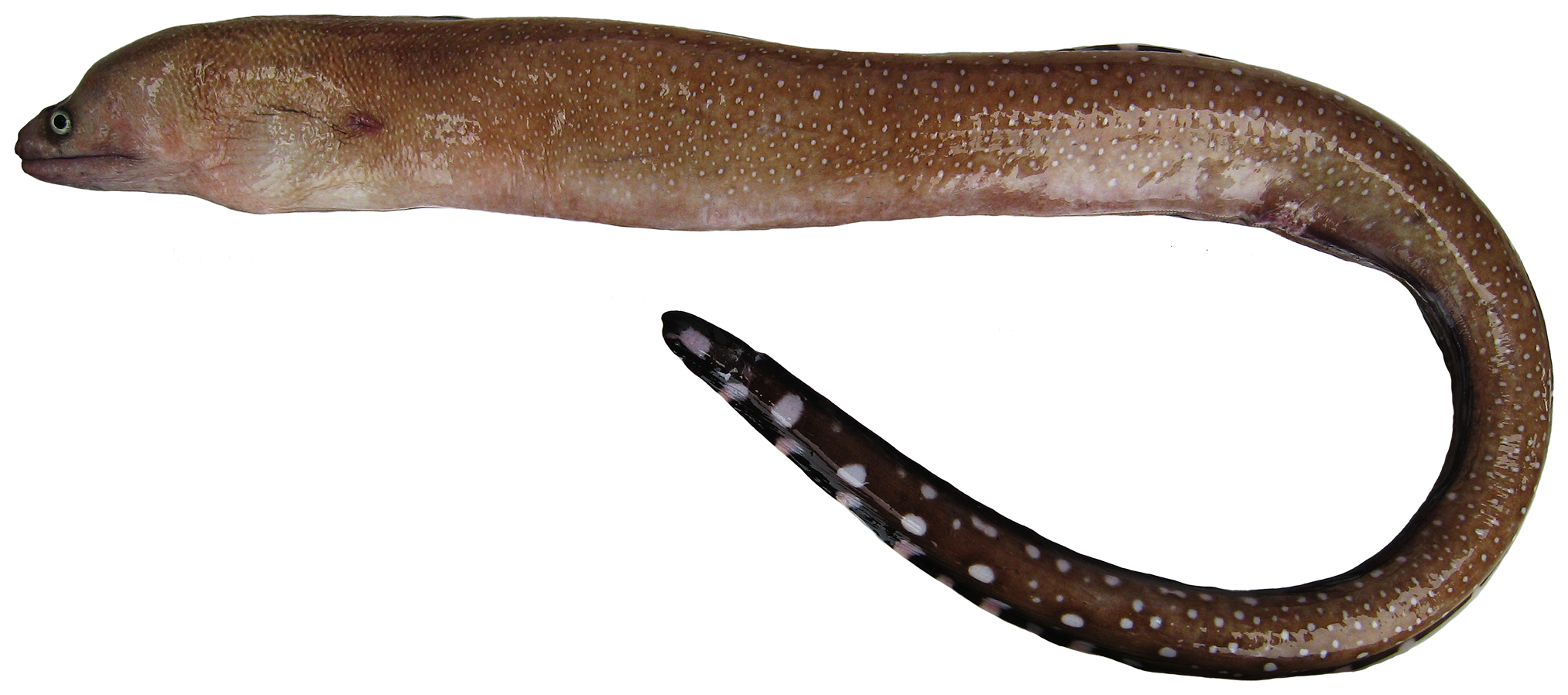
Gymnothorax conspersus
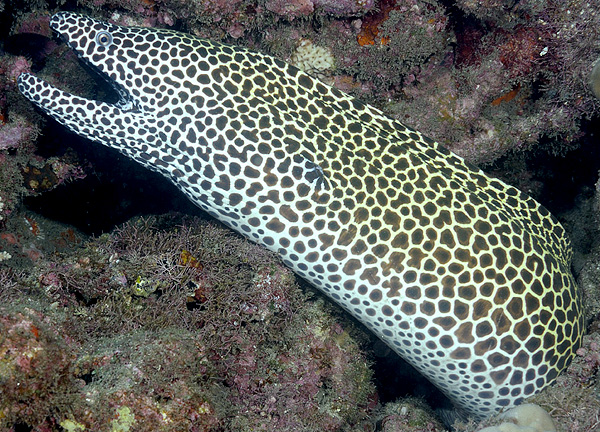
Murène léopard (Gymnothorax favagineus)
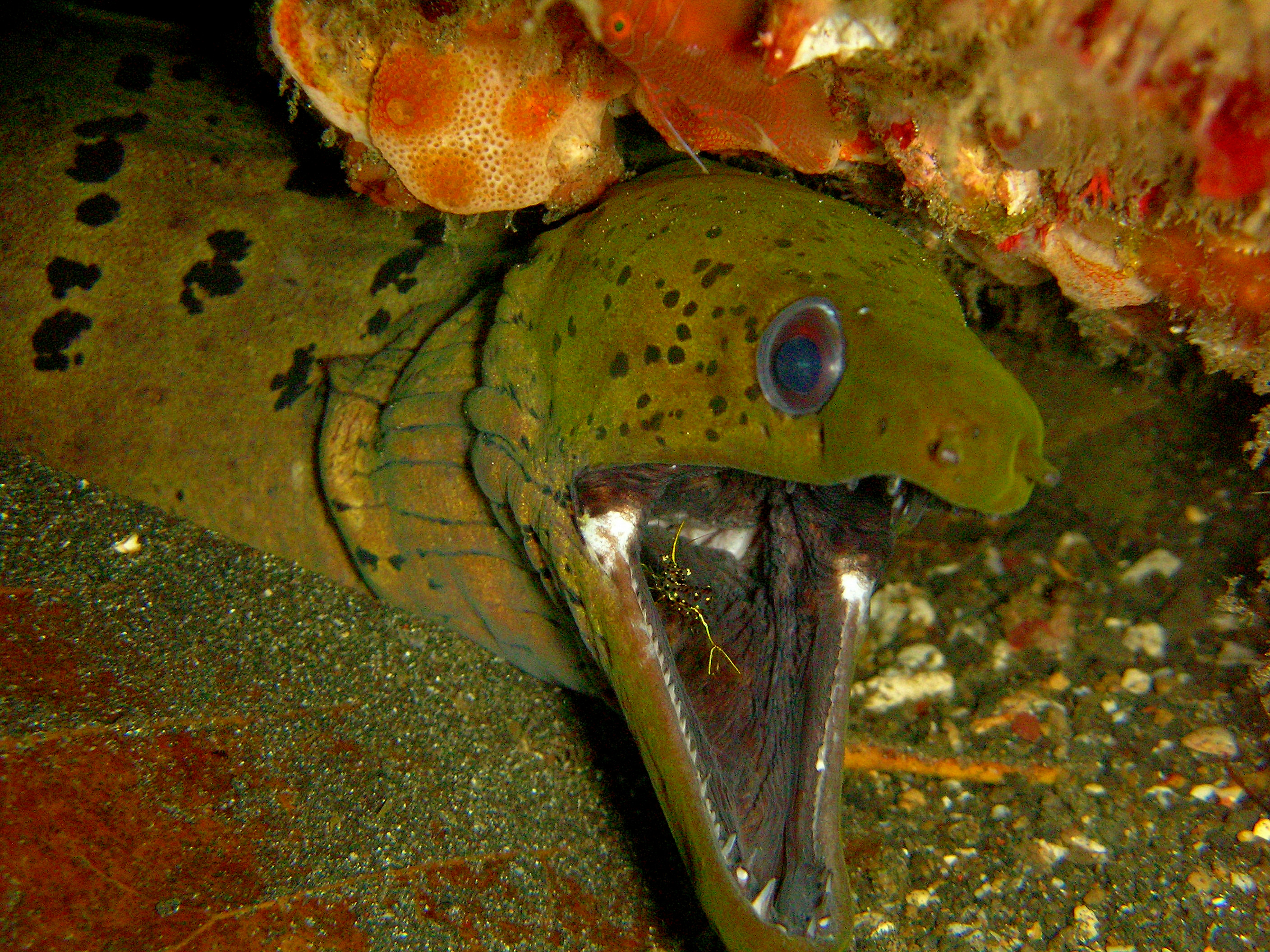
Gymnothorax fimbriatus
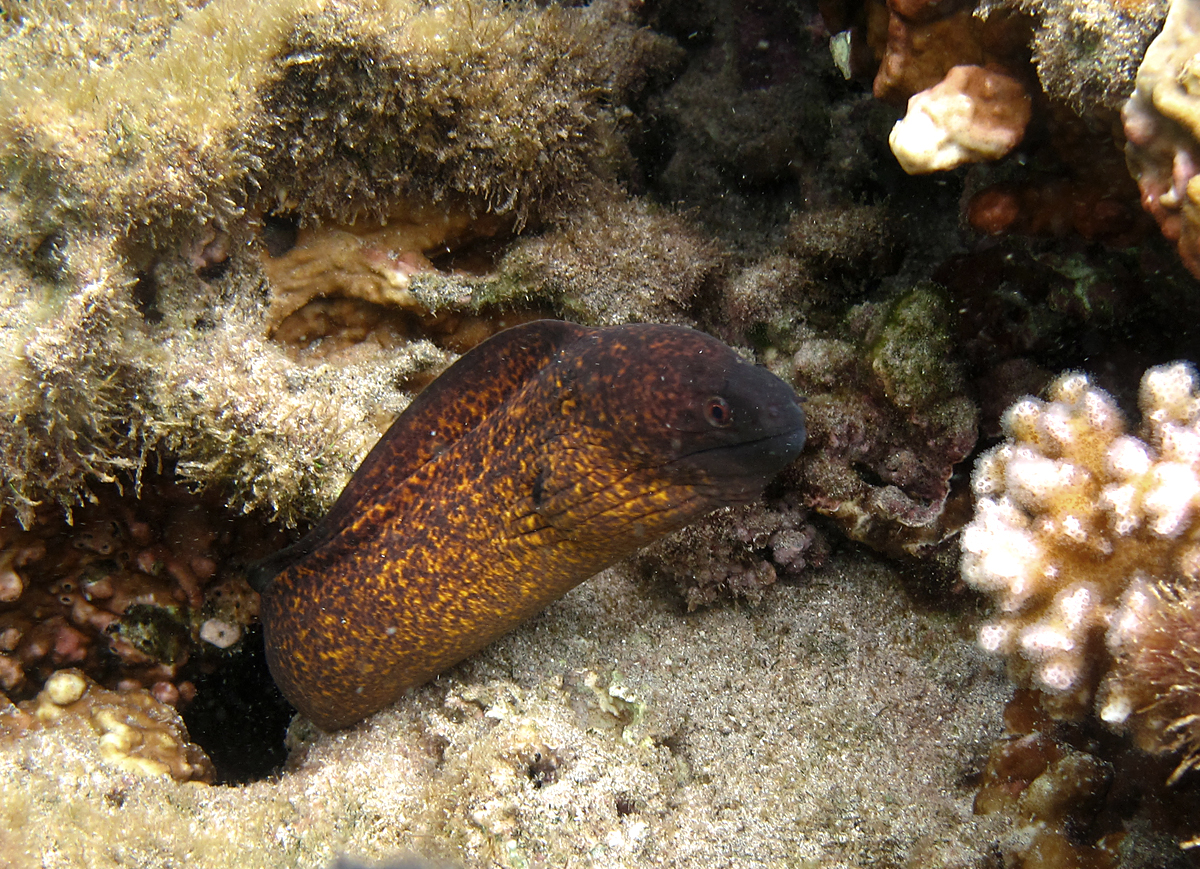
Murène à taches jaunes (Gymnothorax flavimarginatus)
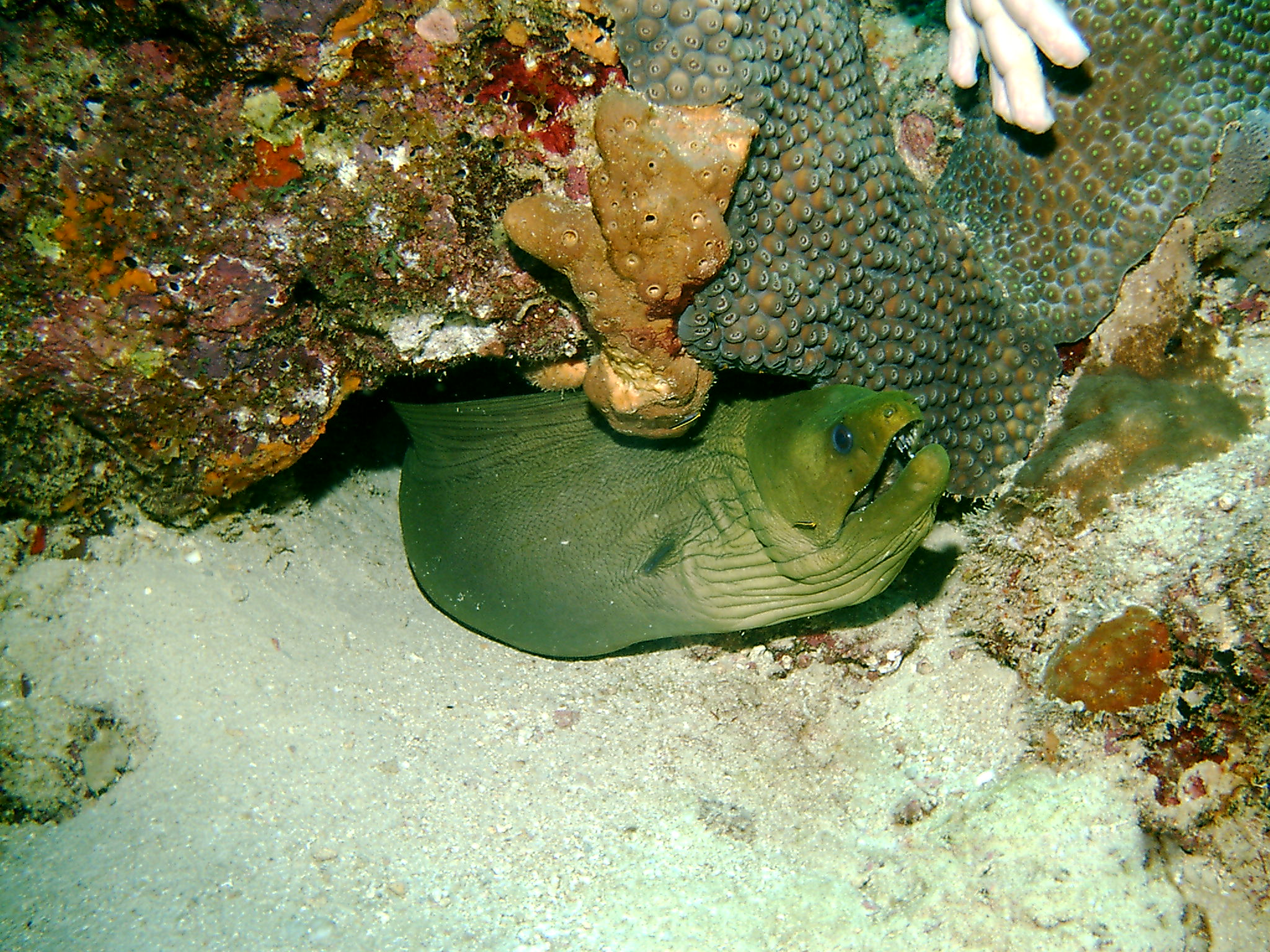
Gymnothorax funebris
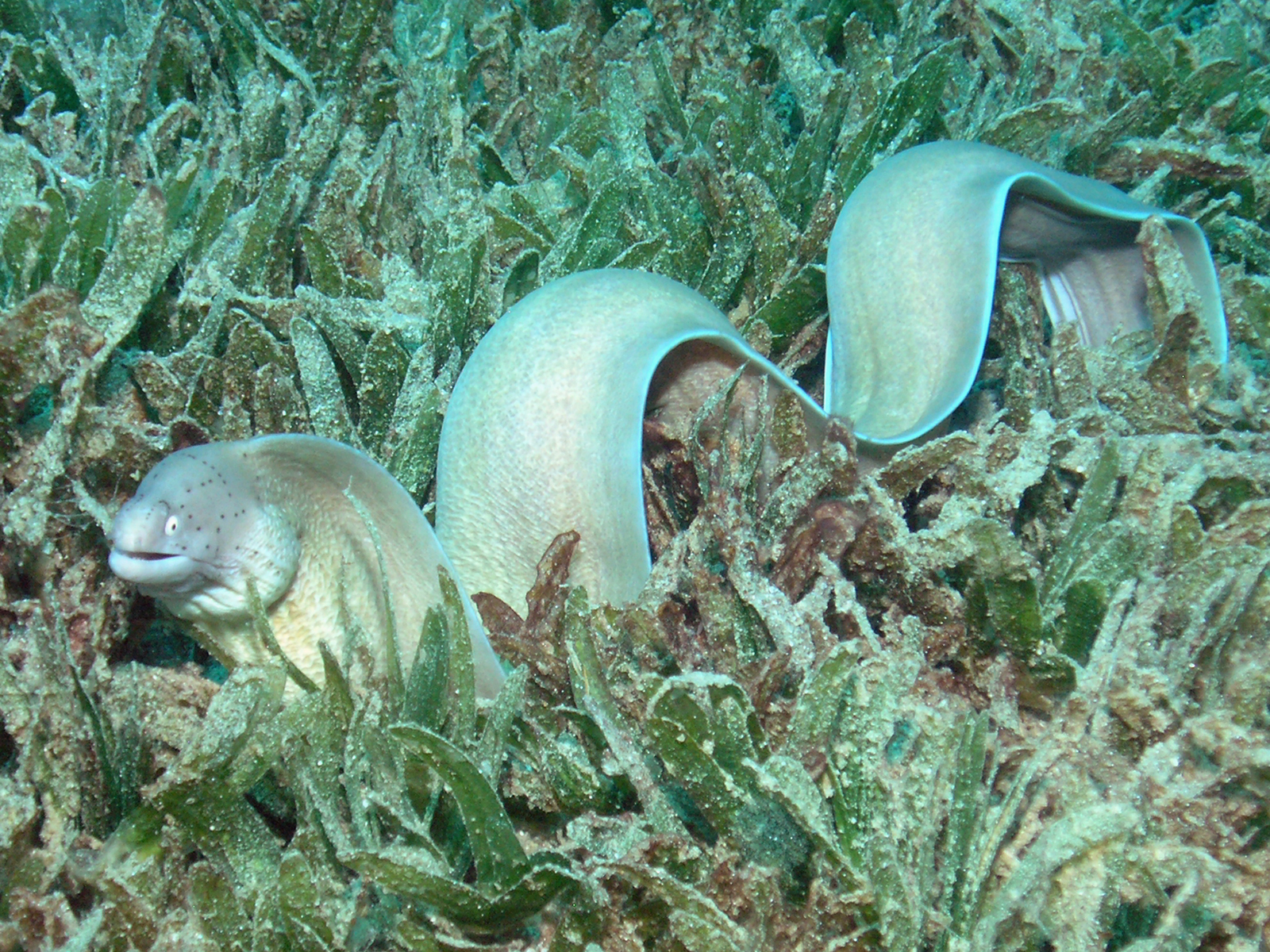
Gymnothorax griseus
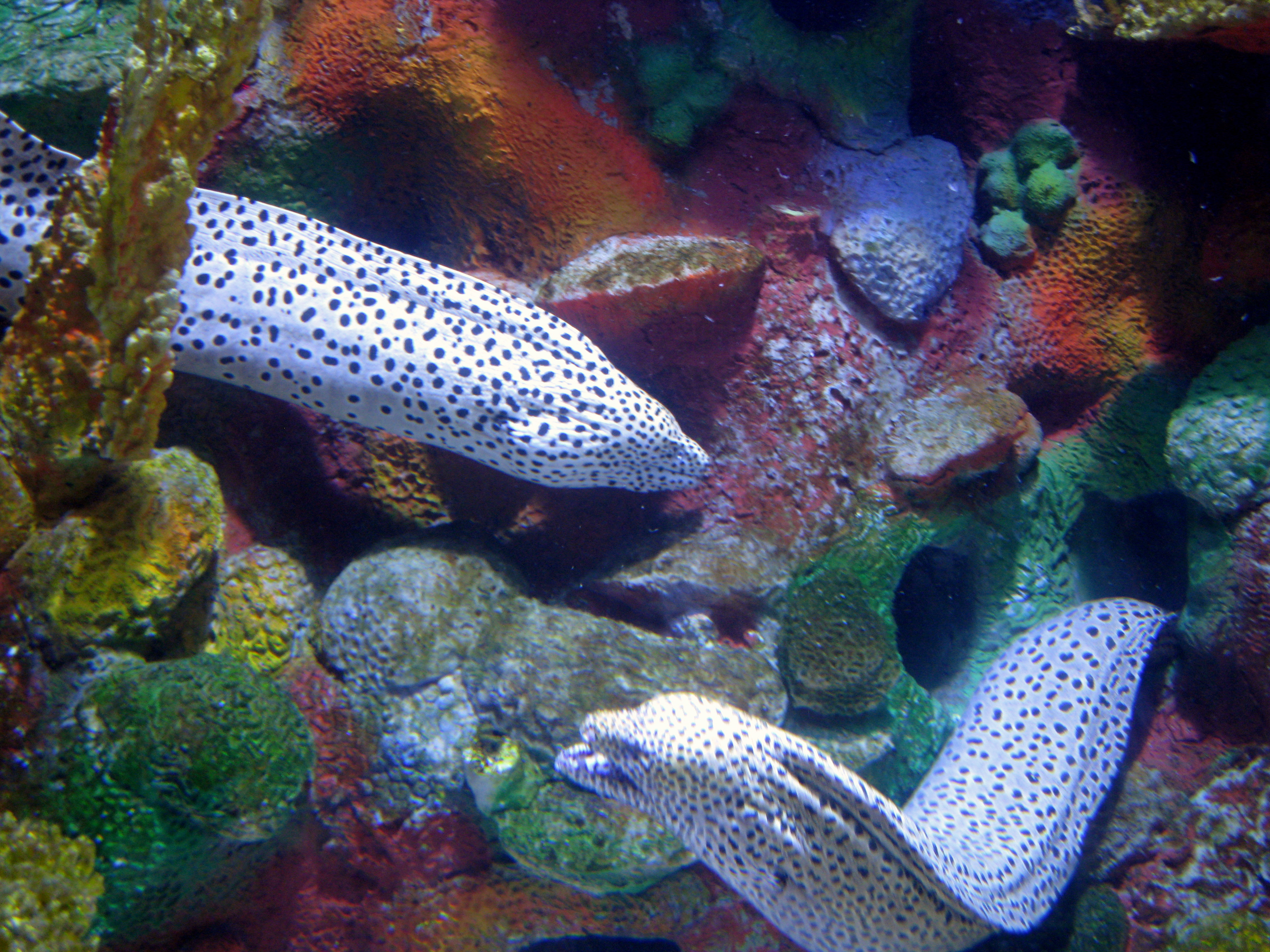
Gymnothorax isingteena
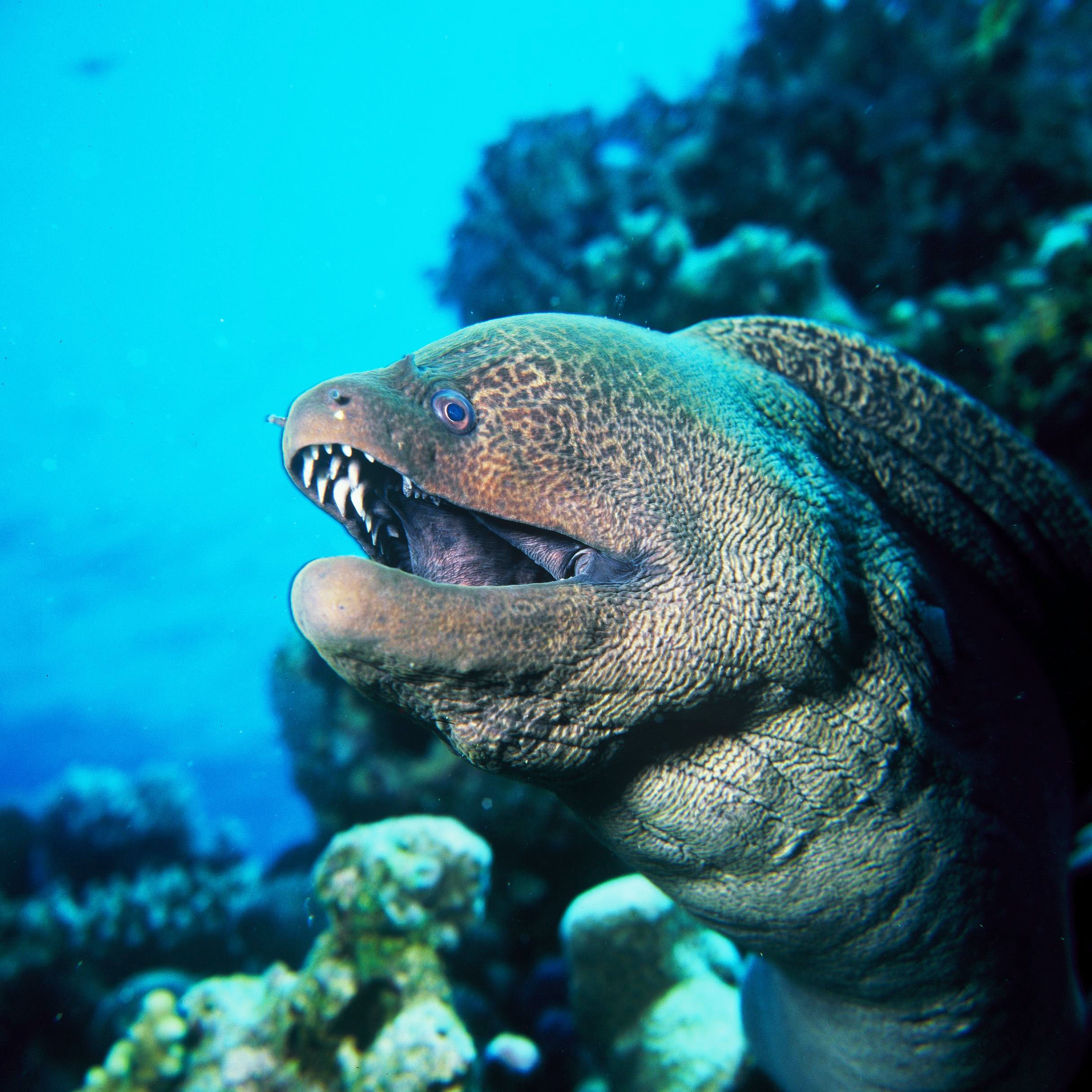
Gymnothorax javanicus
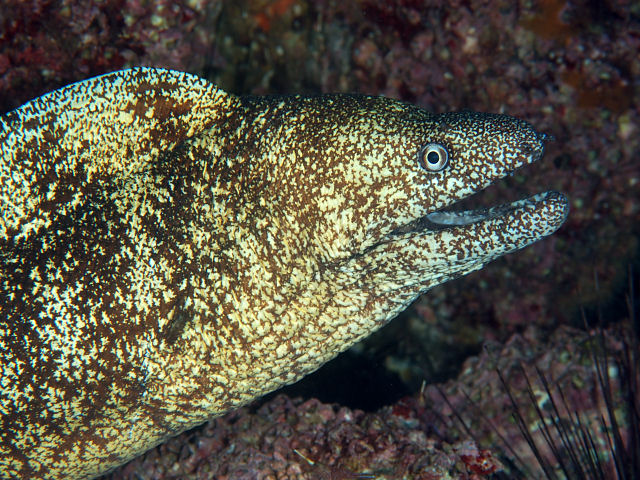
Gymnothorax kidako
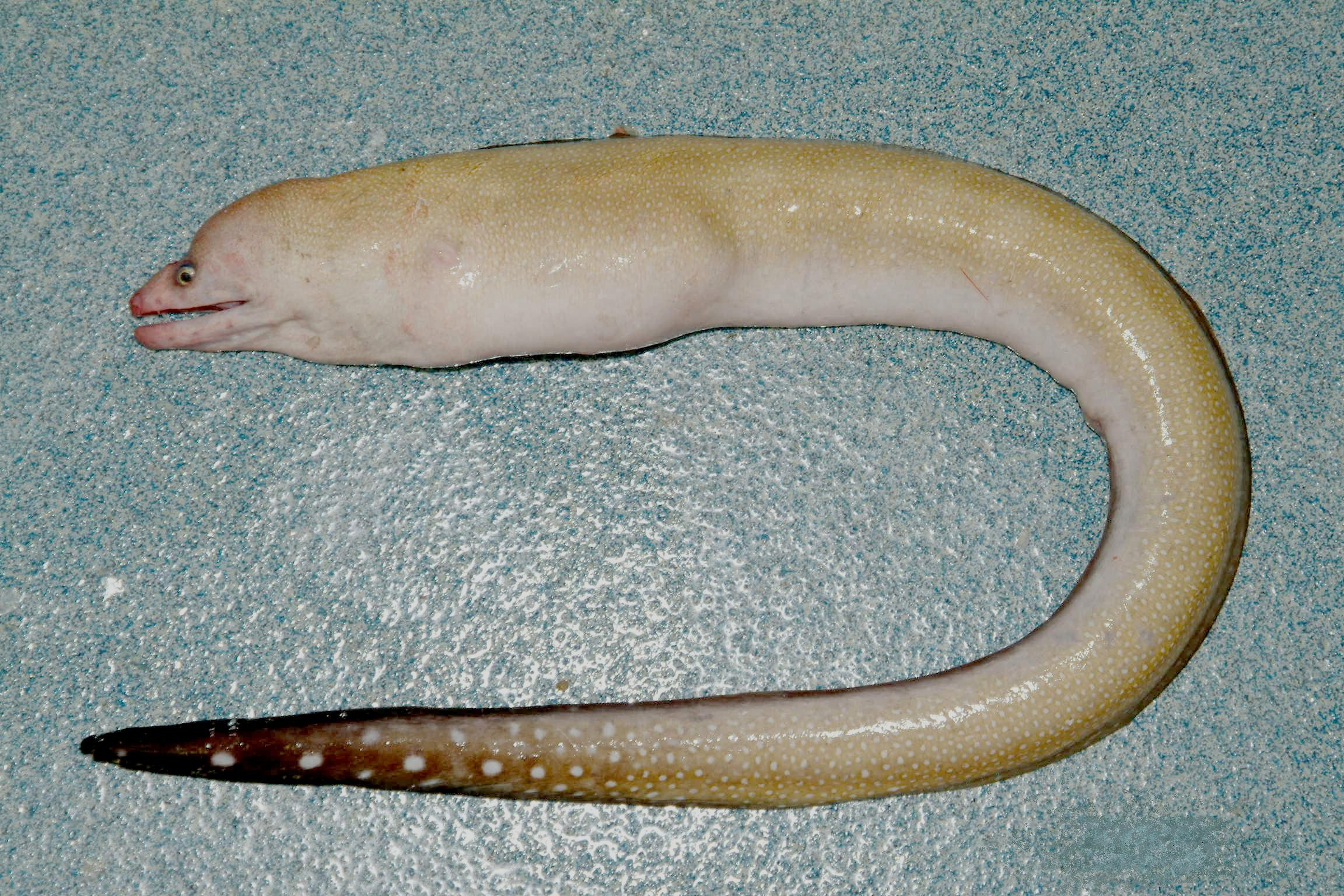
Gymnothorax kolpos
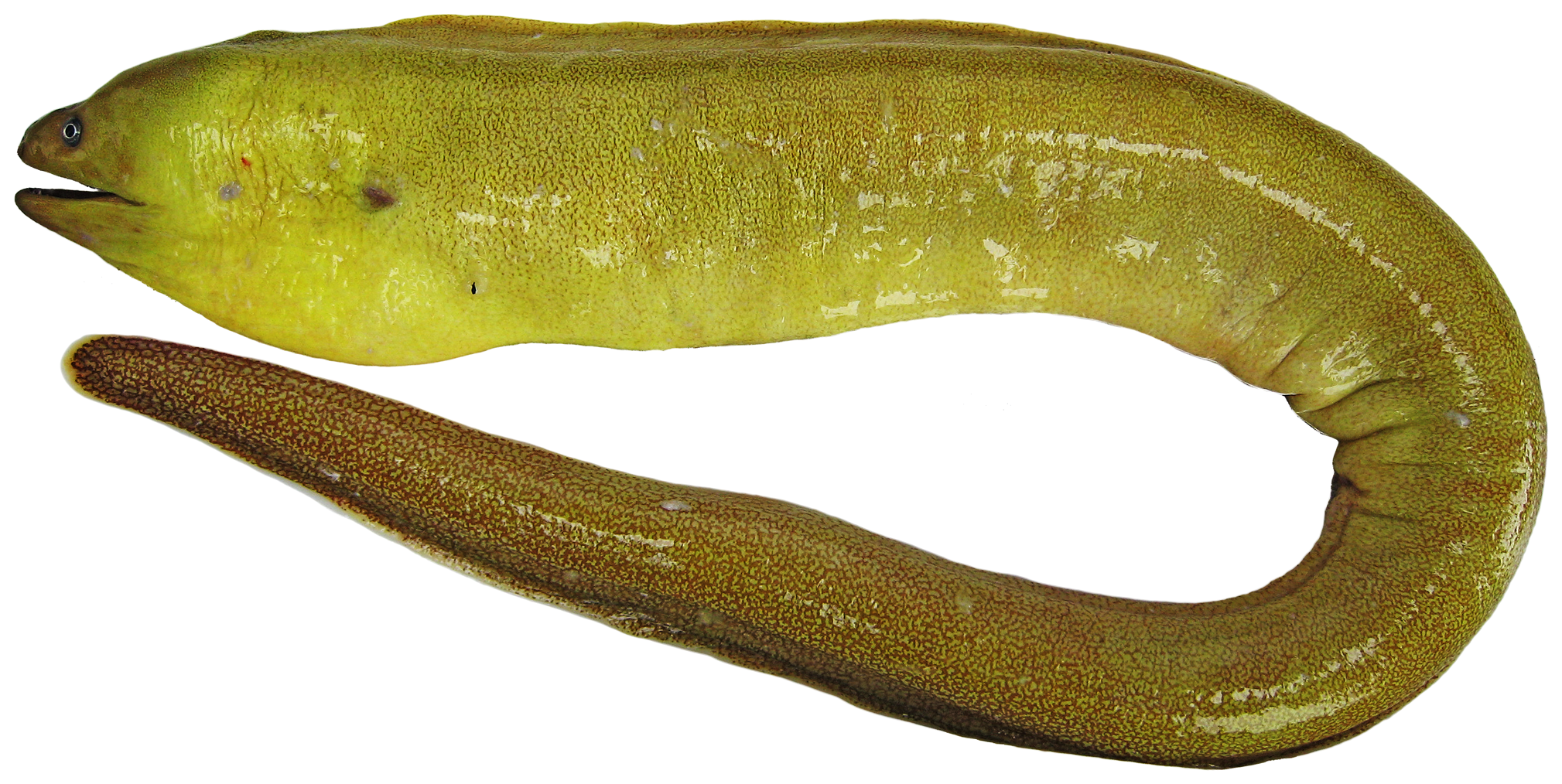
Gymnothorax maderensis
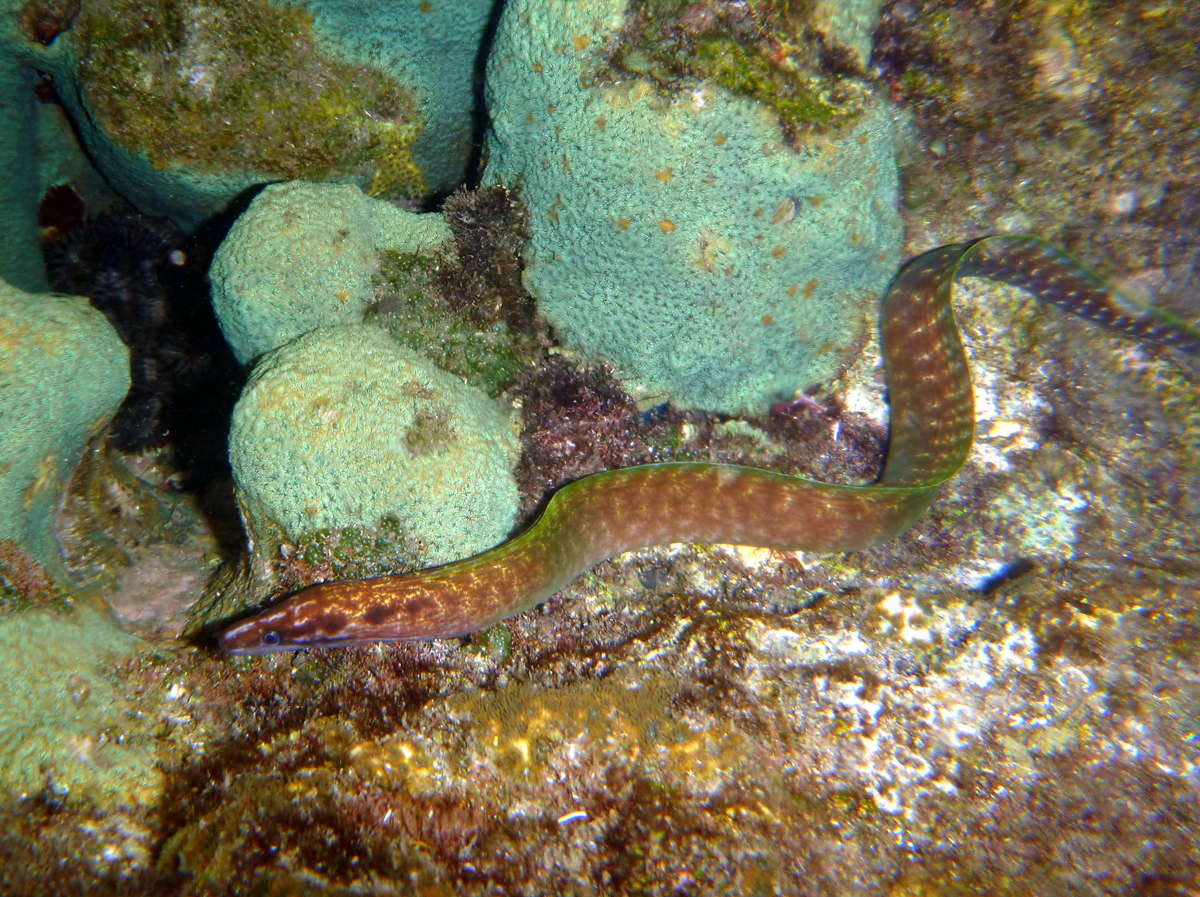
Gymnothorax margaritophorus
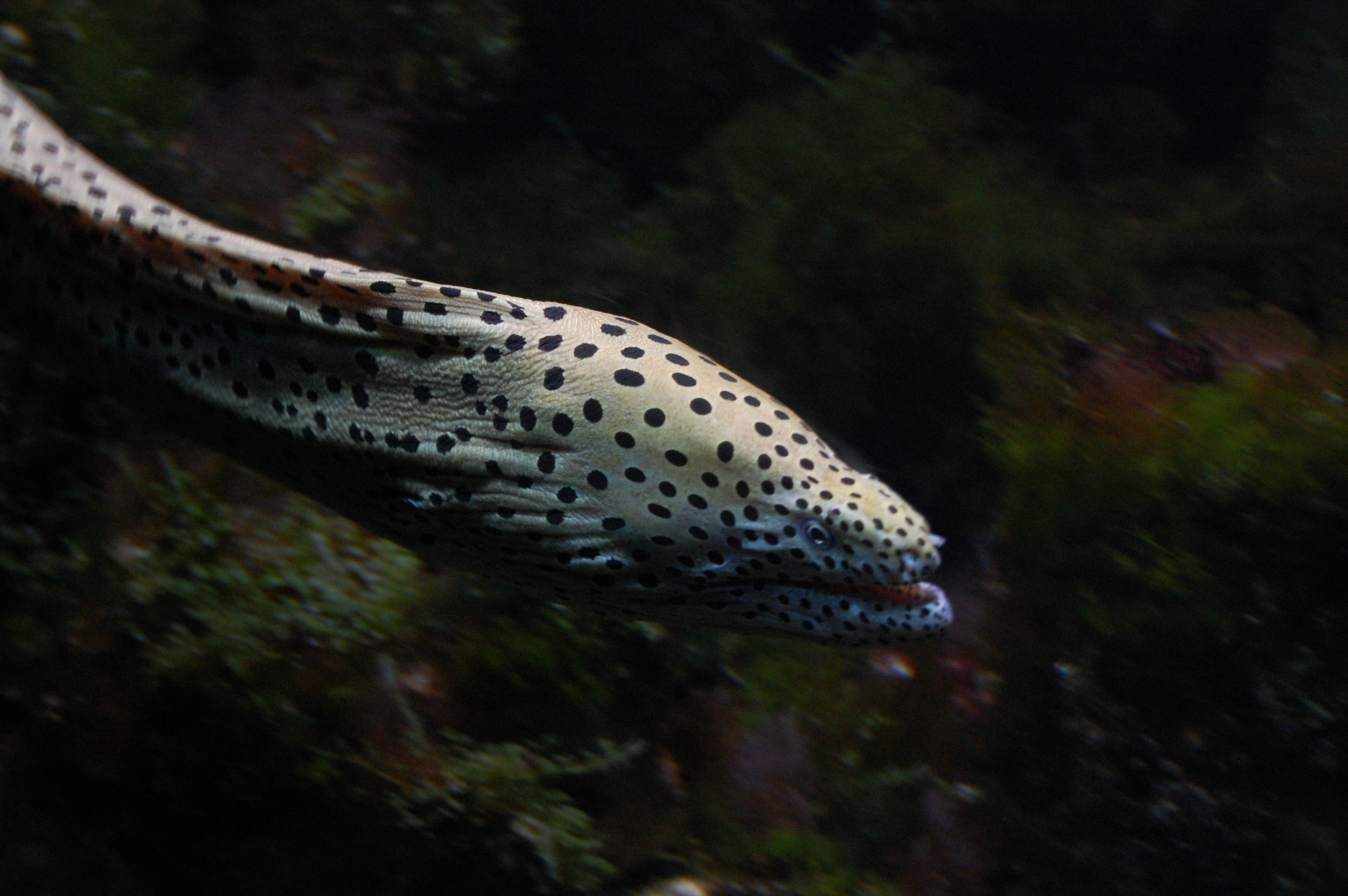
Gymnothorax melanospilos
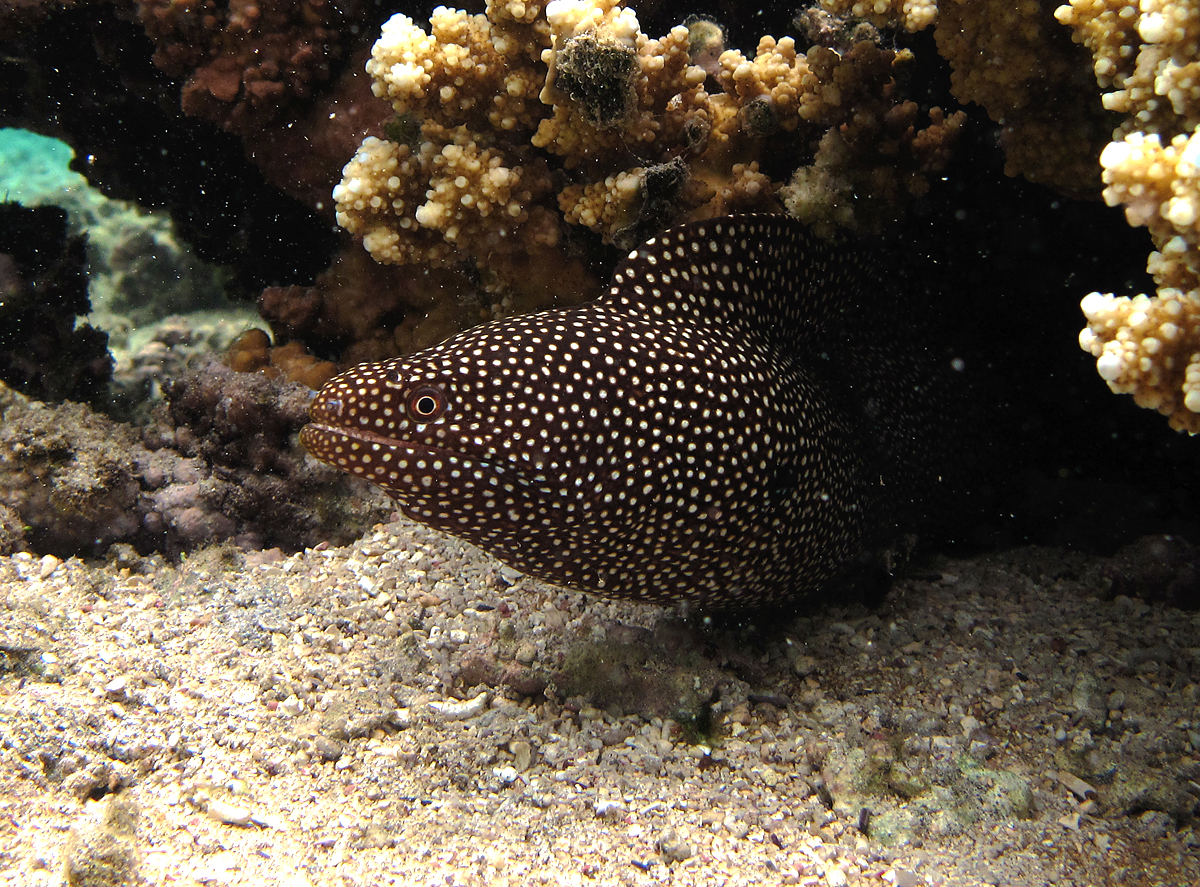
Gymnothorax meleagris
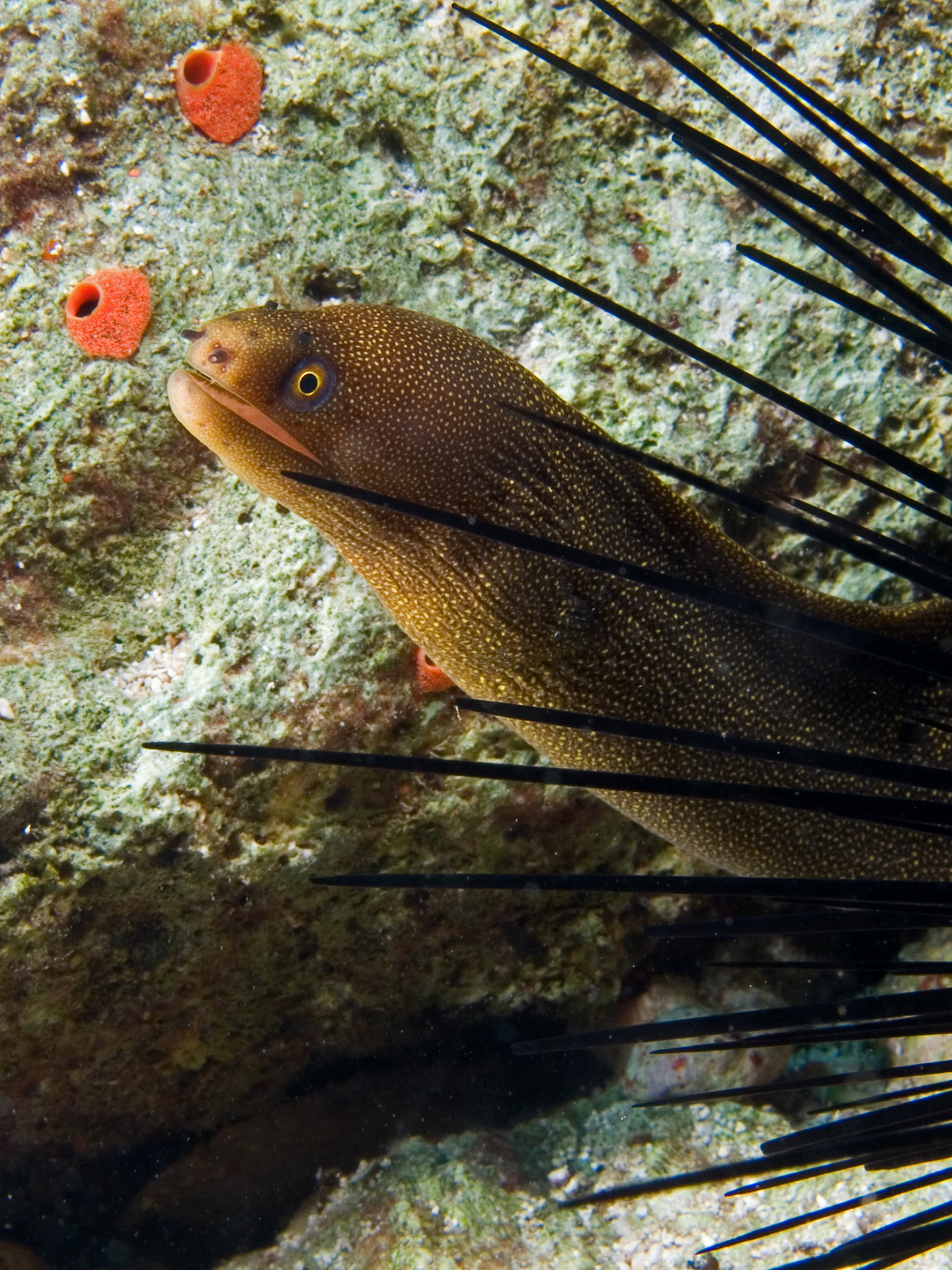
Gymnothorax miliaris
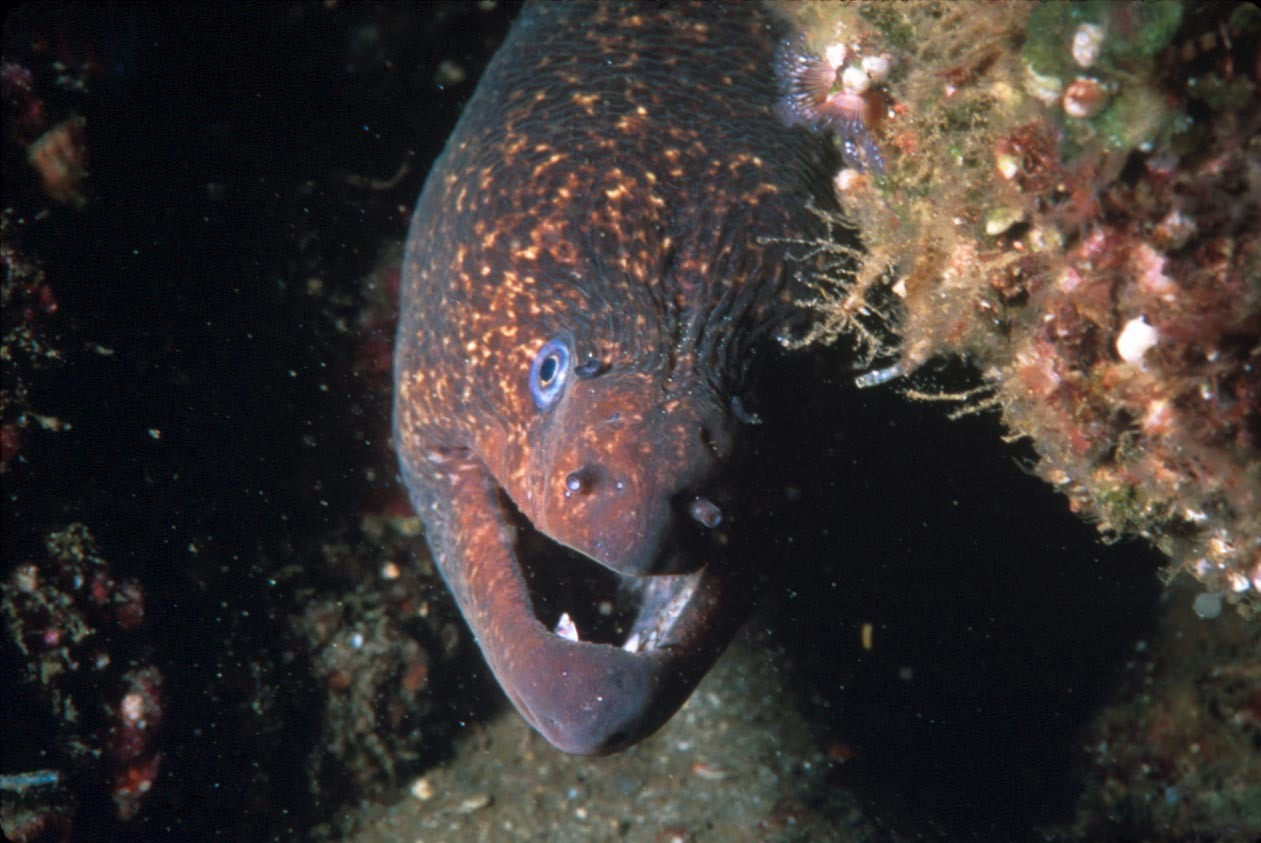
Murène de Californie (Gymnothorax mordax)
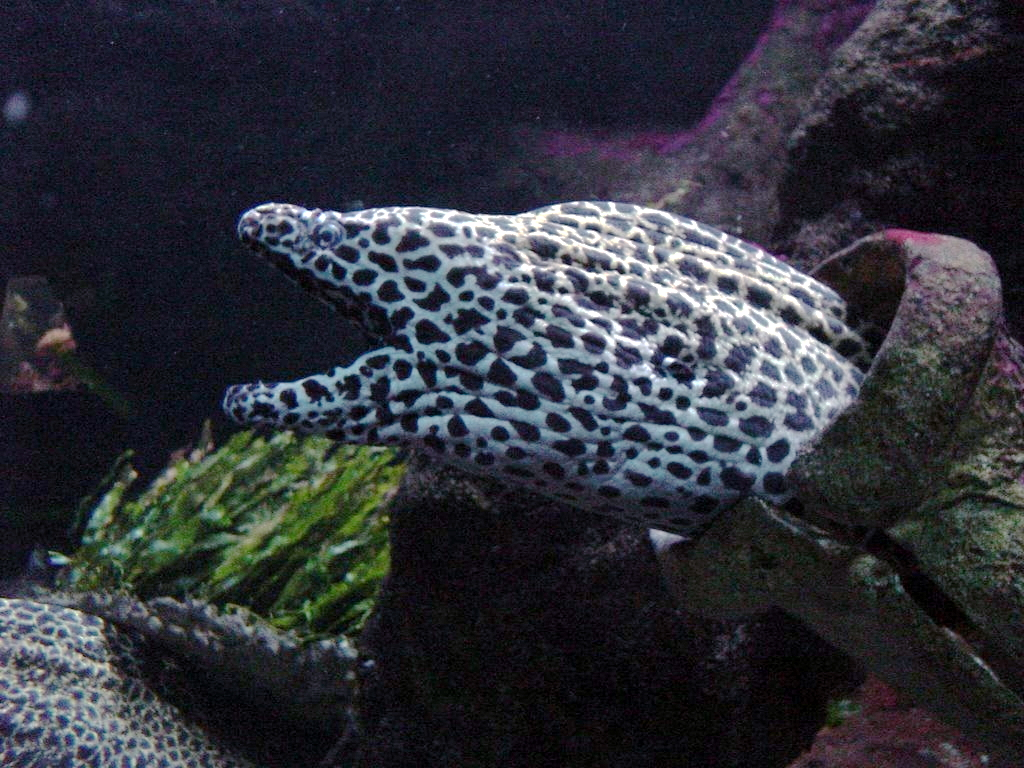
Gymnothorax moringa
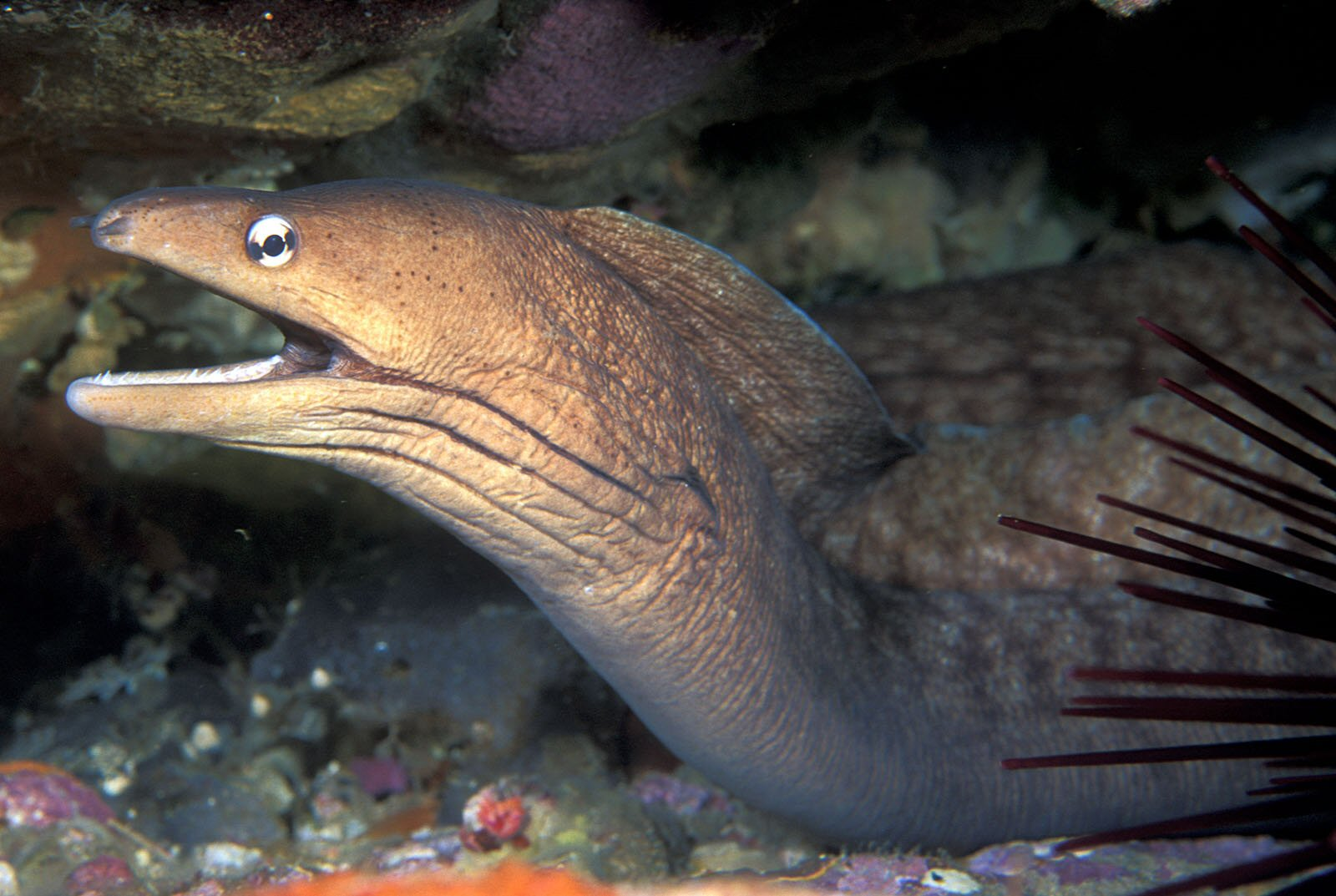
Gymnothorax nubilus
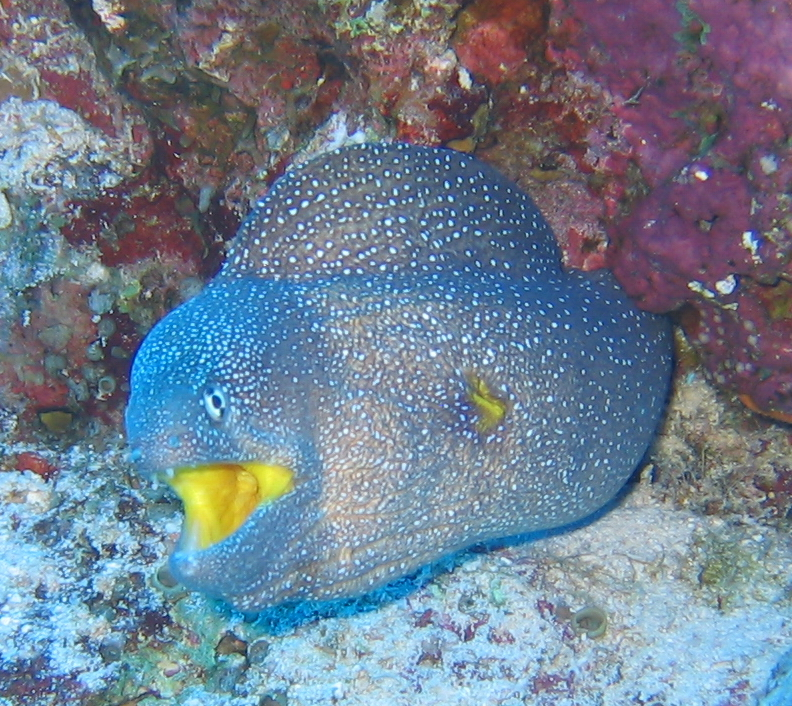
Murène à gueule jaune (Gymnothorax nudivomer)
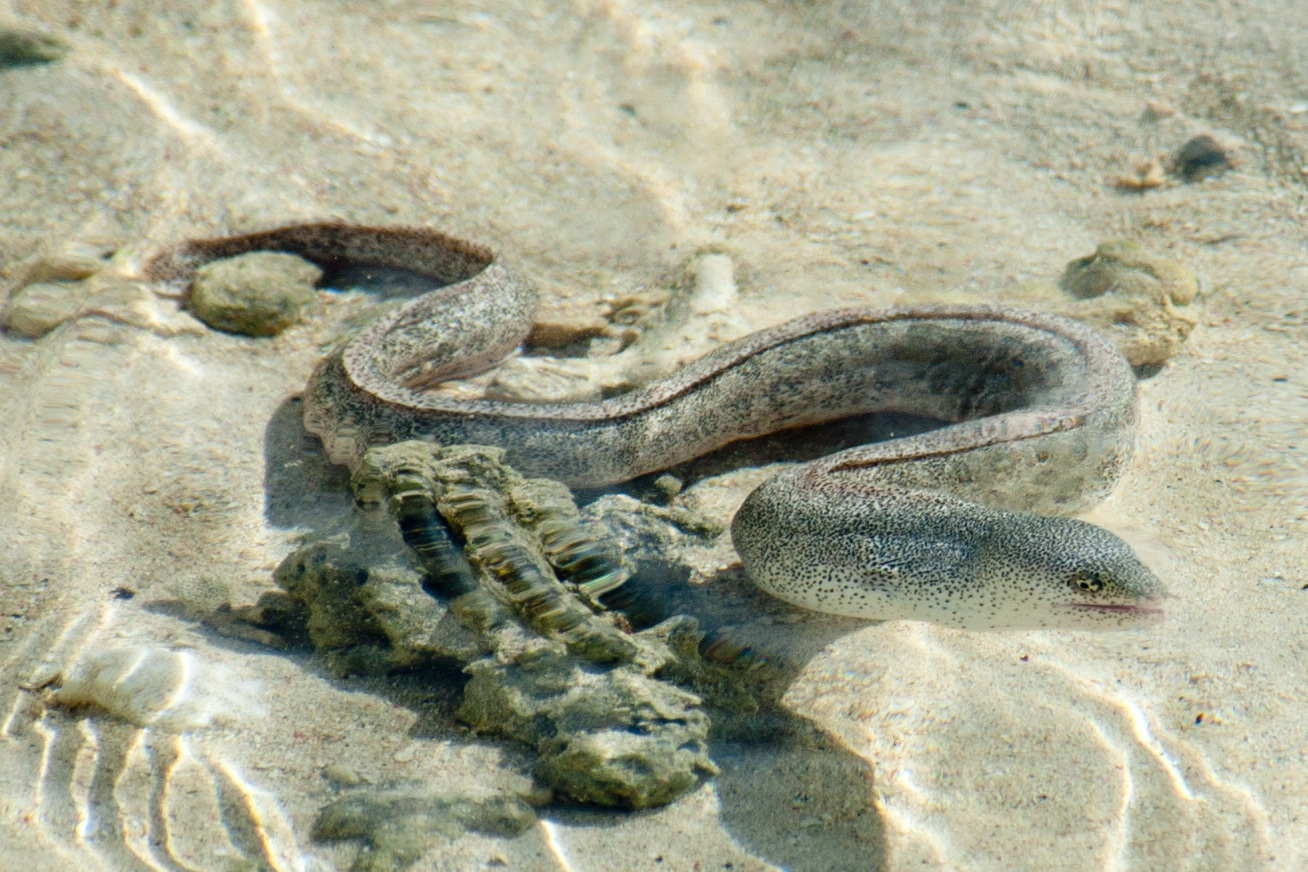
Gymnothorax pictus
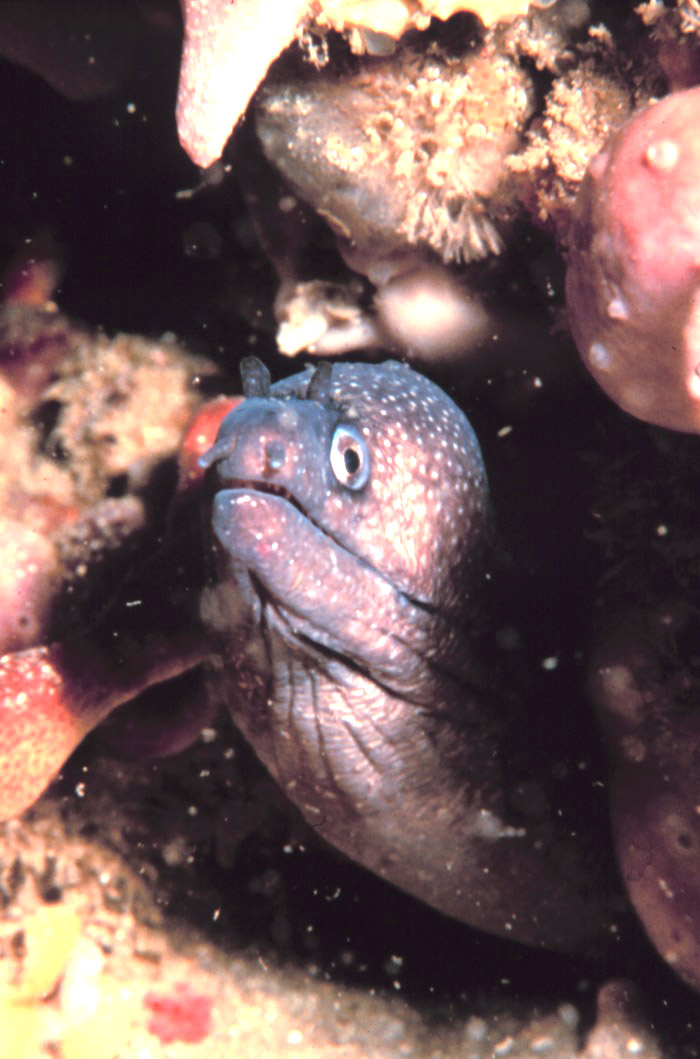
Gymnothorax polygonius
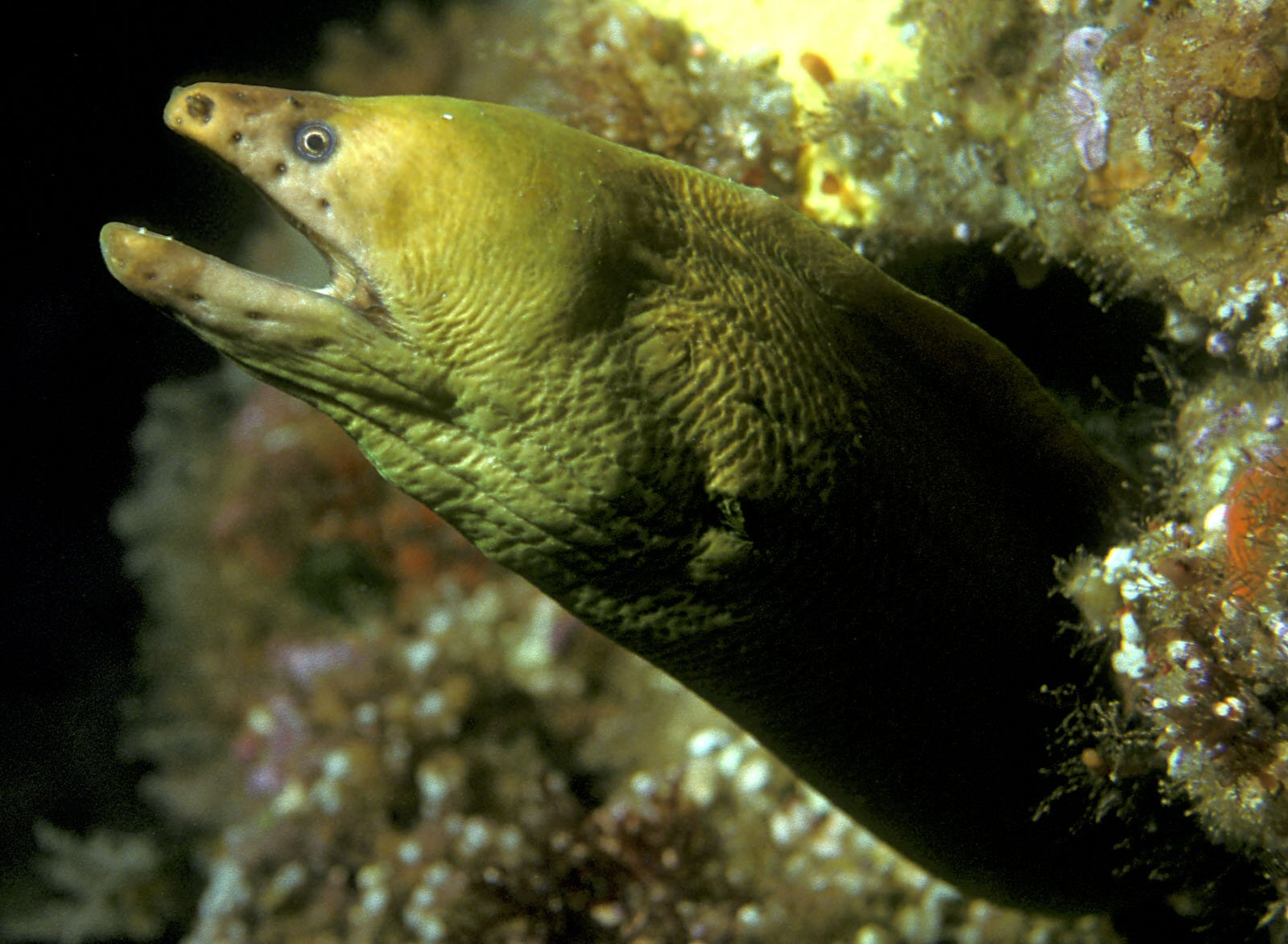
Gymnothorax prasinus
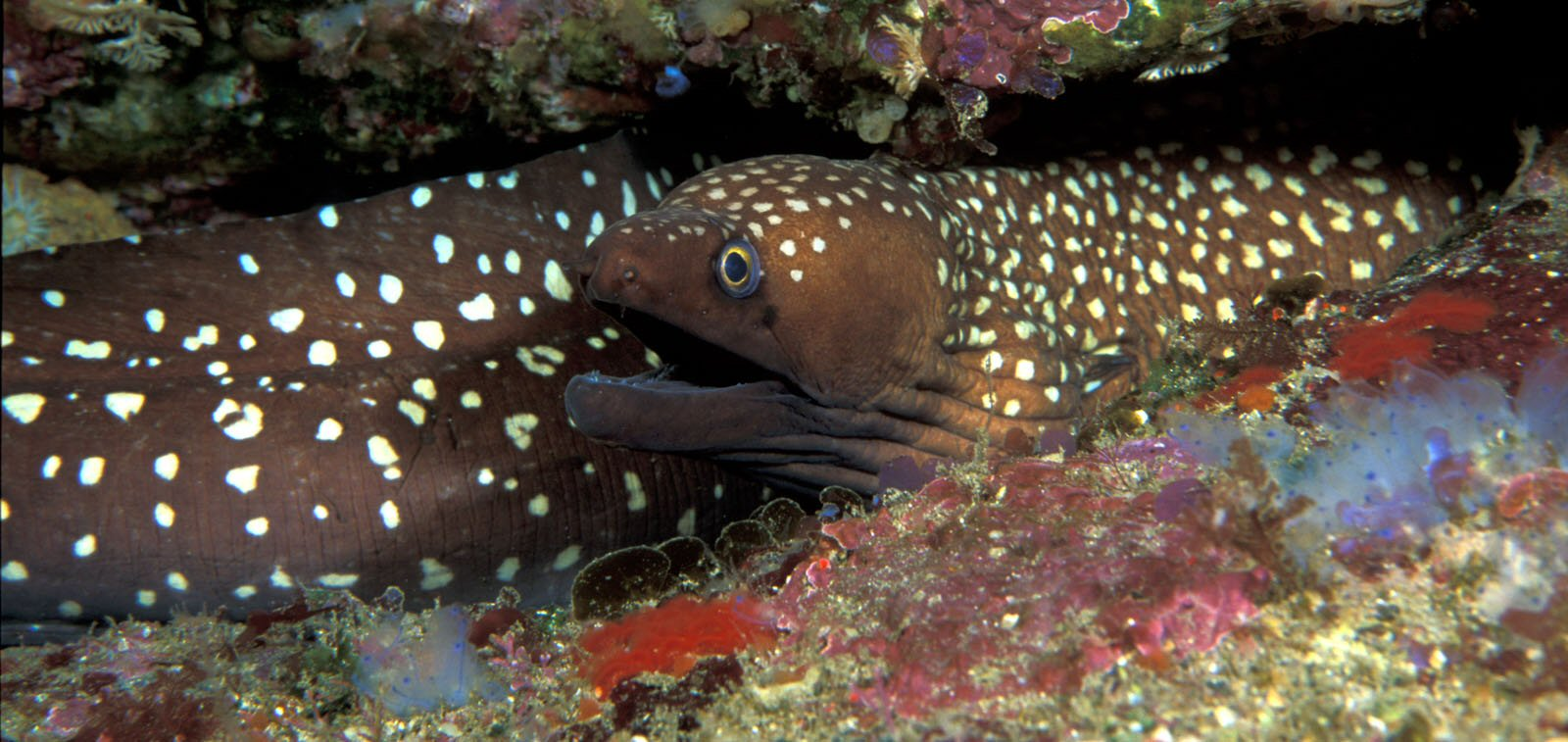
Gymnothorax prionodon
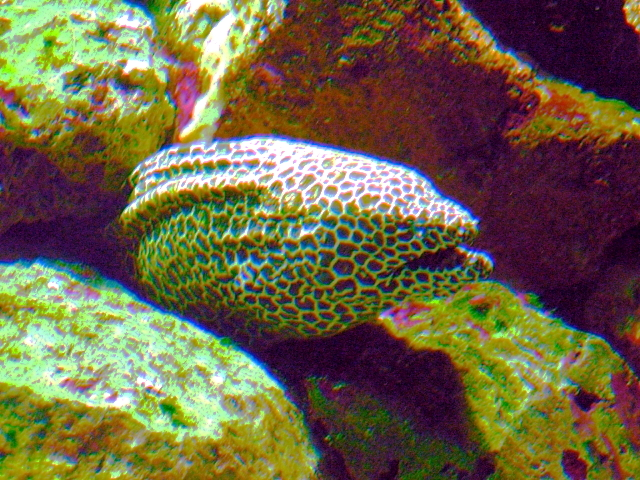
Gymnothorax reticularis
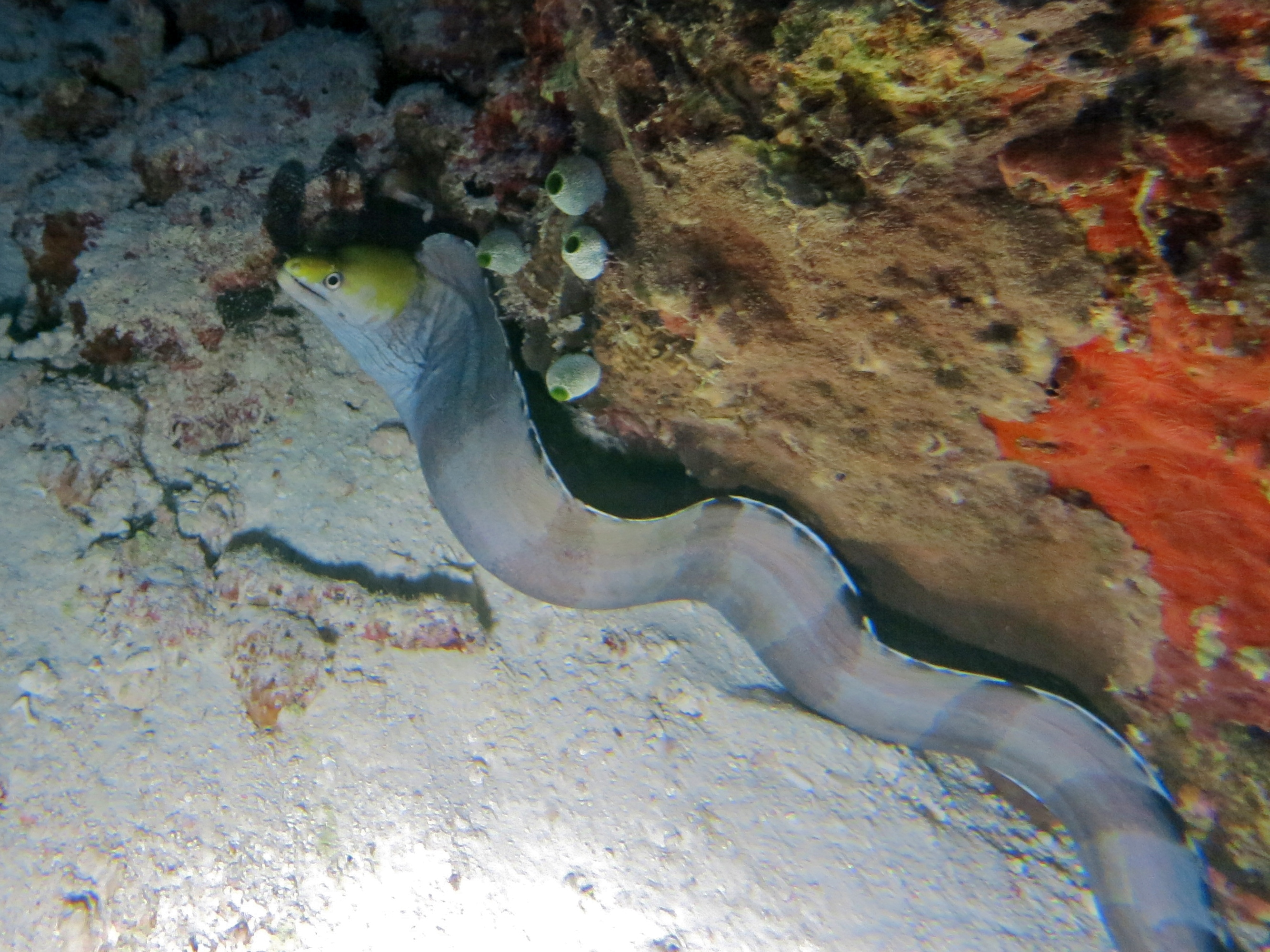
Gymnothorax rueppelliae
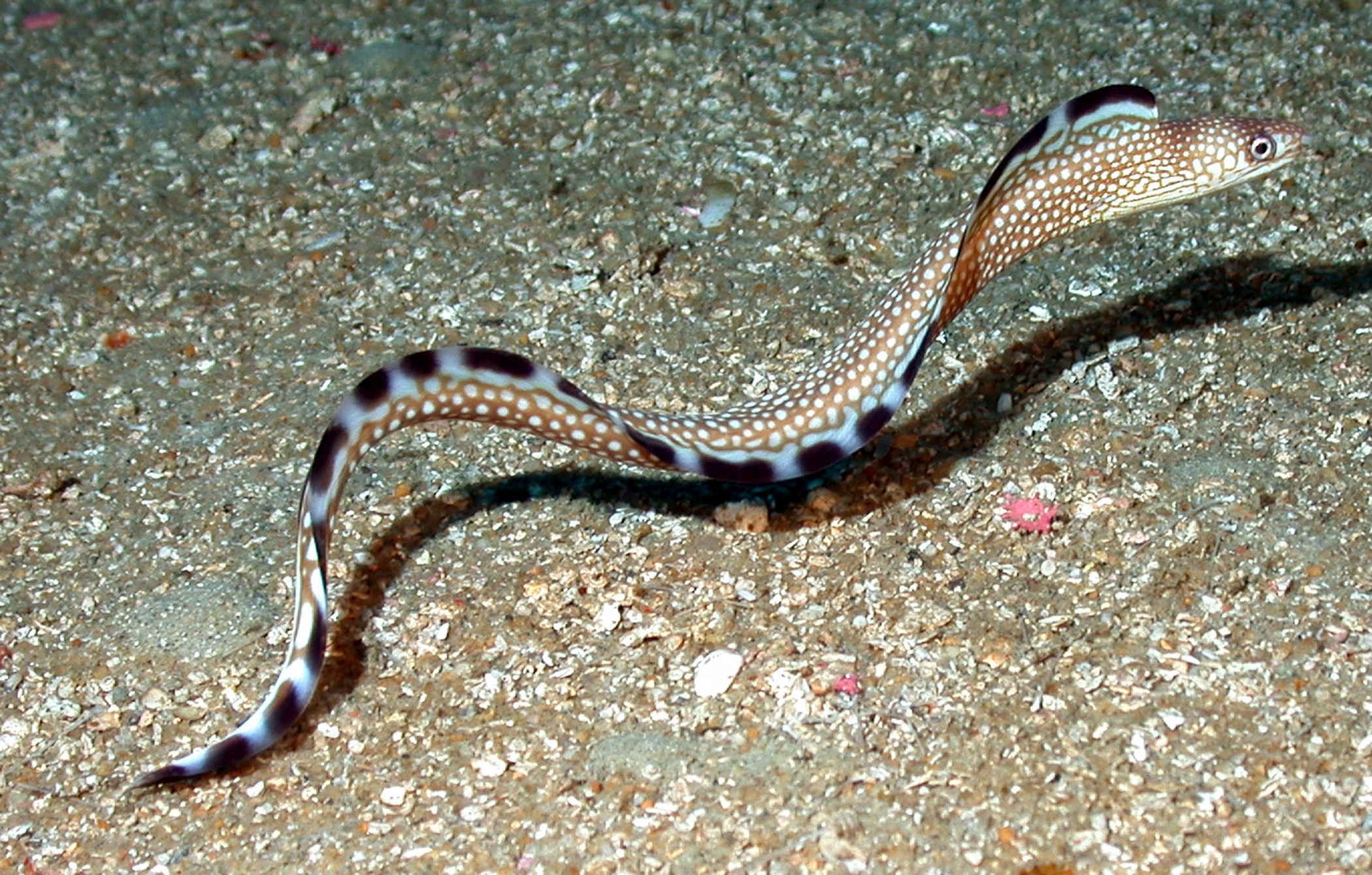
Gymnothorax saxicola
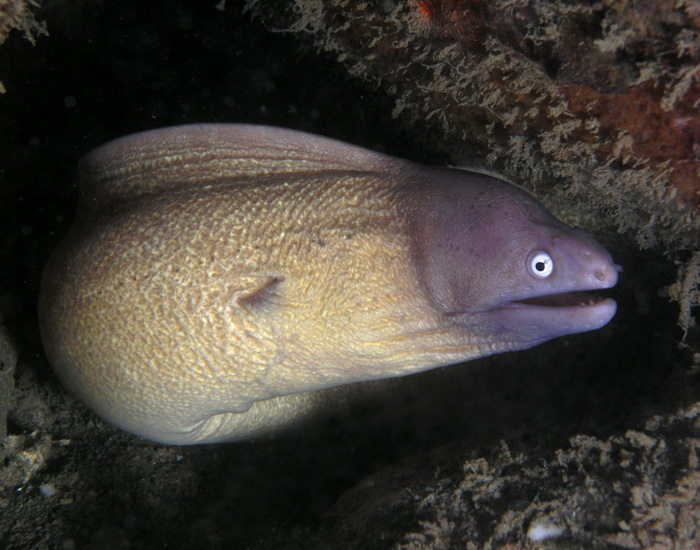
Gymnothorax thyrsoideus
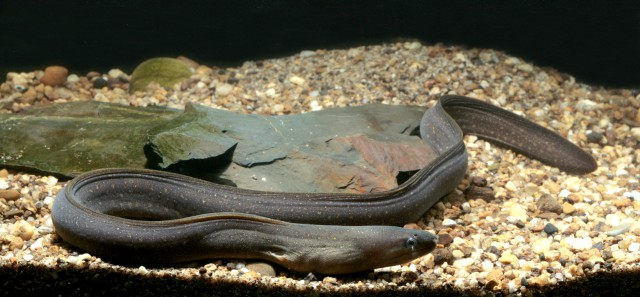
Gymnothorax tile
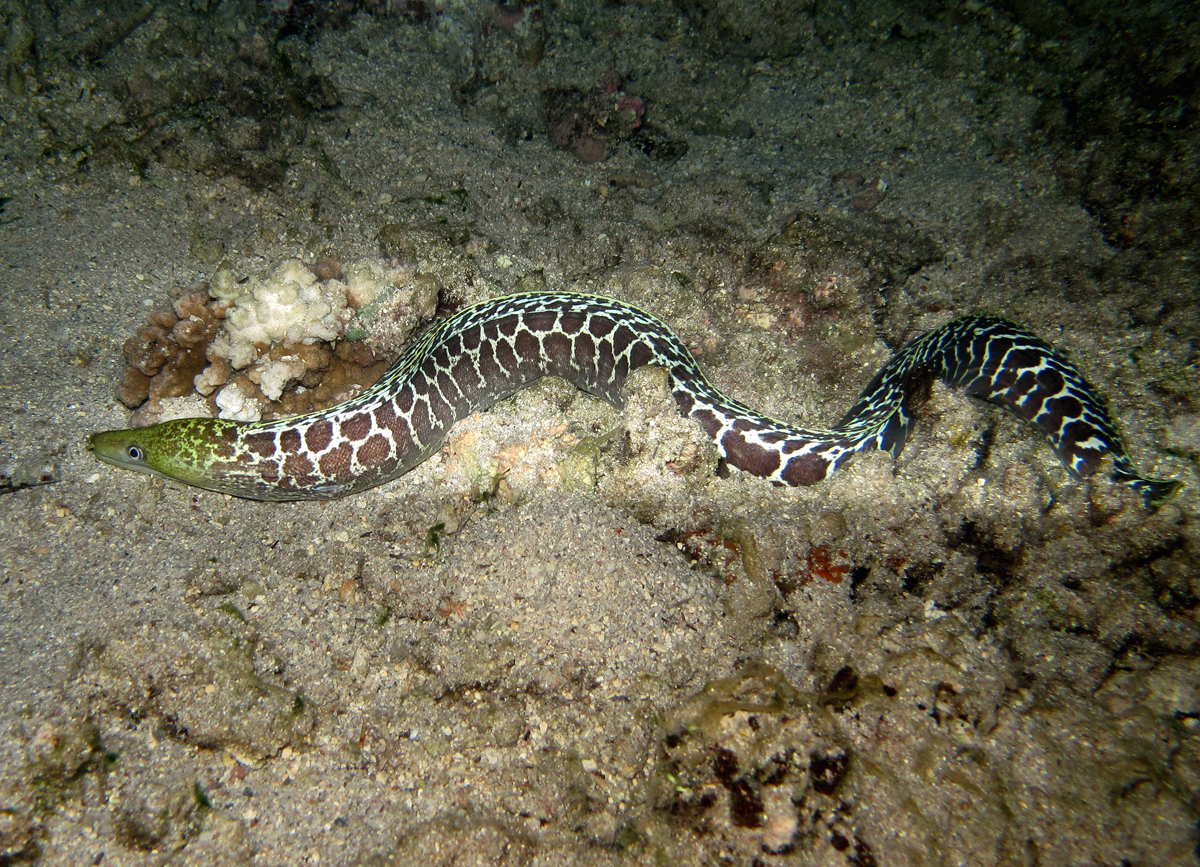
Gymnothorax undulatus
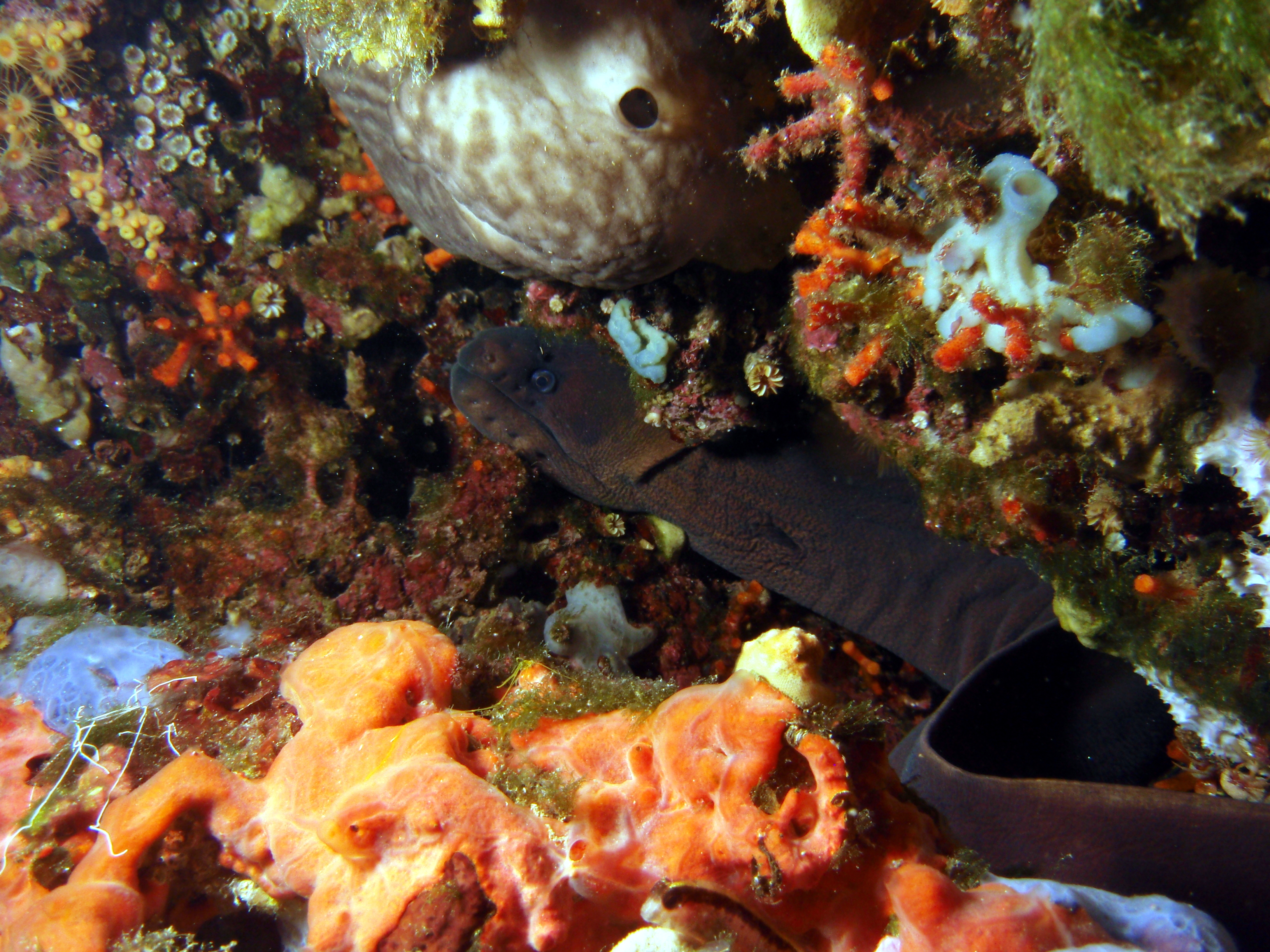
Gymnothorax unicolor
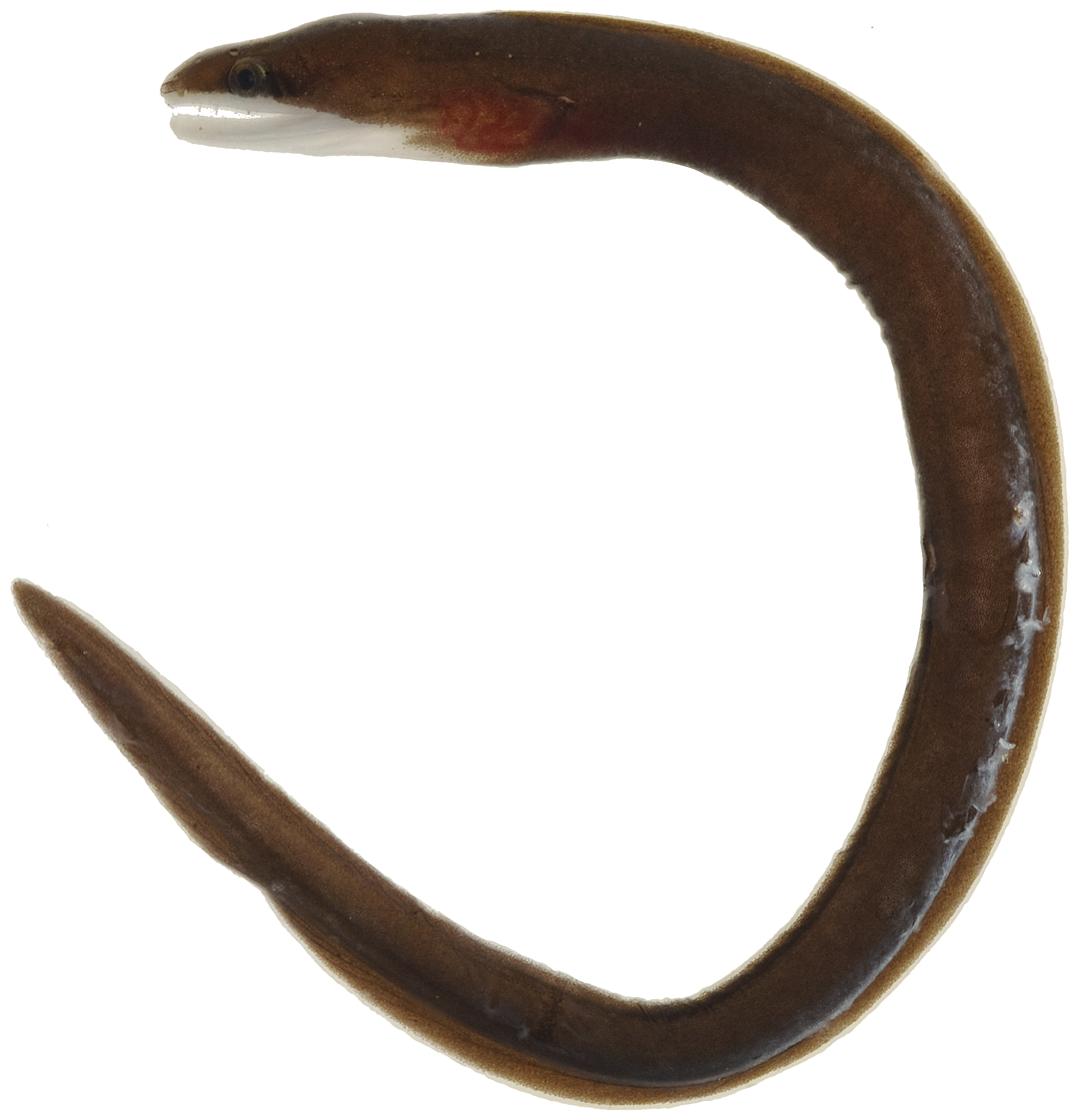
Gymnothorax vicinus
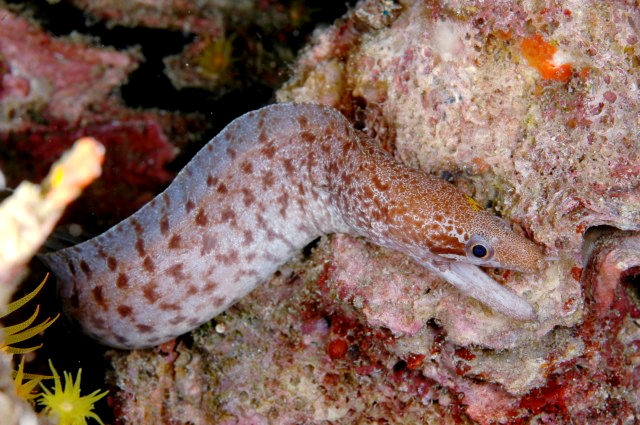
Gymnothorax zonipectis